# Comuna Dumbrăveni, Suceava
Dumbrăveni este o comună în județul Suceava, Moldova, România, formată din satele Dumbrăveni (reședința) și Sălăgeni. Situată aproape de râul Siret și la 15 km est (pe drumul spre Botoșani - Strada Națională) de municipiul Suceava. Comuna este alcătuită din două sate componente: Dumbrăveni și Sălăgeni.
Până la reforma administrativă din anul 1950 a făcut parte din județul Botoșani.Iar acum Comuna(Orașul) Dumbrăveni aparține de Județul Suceava având ca peste 12.500 de locuitorii. Comună Dumbrăveni este compusă din Cetățeni Copiii, Adolescenții, Tinerii și Vârsnici.

## Așezare geografică
Comuna Dumbrăveni ocupă o suprafață de 4.477 ha, din care 4.019 ha sunt terenuri agricole. Se observă că teritoriul comunei reprezintă 0,52% din teritoriul județului.
Teritoriul comunei este situat în partea de nord-est a României, la limita administrativă a județului Suceava, la granița cu județul Botoșani. Poziția matematică este dată de coordonatele geografice de 47°65’ latitudine nordică și 26°42’ longitudine estică. Teritoriul comunei este situat pe malul drept al râului Siret, la contactul podișului Dragomirnei( Podișul Sucevei) cu lunca Siretului.
La nord, comuna Dumbraveni se învecinează cu comuna Siminicea. La nord-est, pe o fâșie îngustă, se învecinează cu comuna Adâncata. La est se învecinează cu comuna Vlădeni din județul Botoșani. Limita estică a fost trasată pe malul estic al râului Siret. În partea de sud, se învecinează cu comuna Verești, respectiv, cu 2 sate componente ale acestei comune: Bursuceni și Verești. În partea de vest se află orașul Salcea, respectiv, satele Văratec și Salcea.

## Galerie foto Dumbrăveni

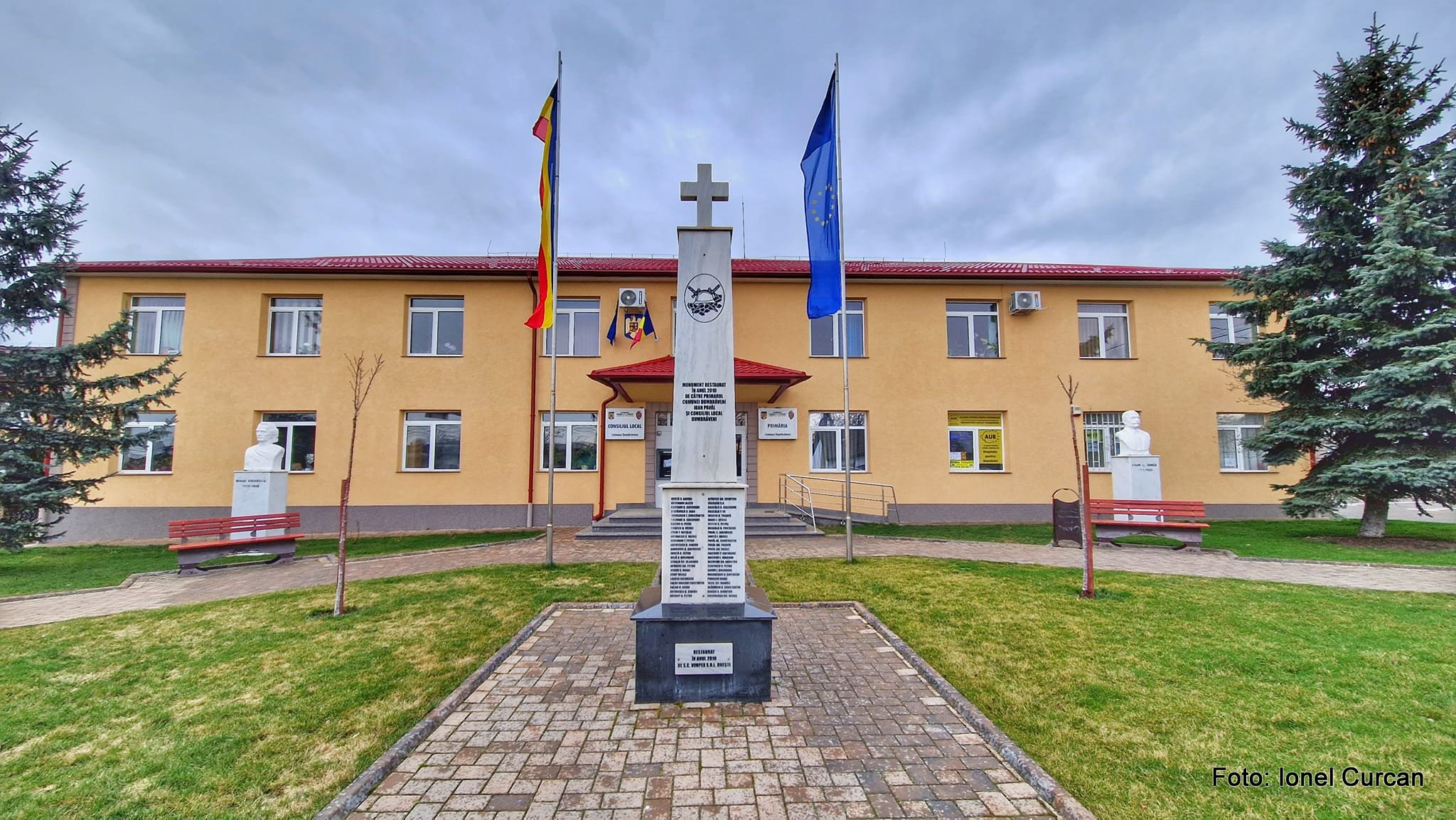
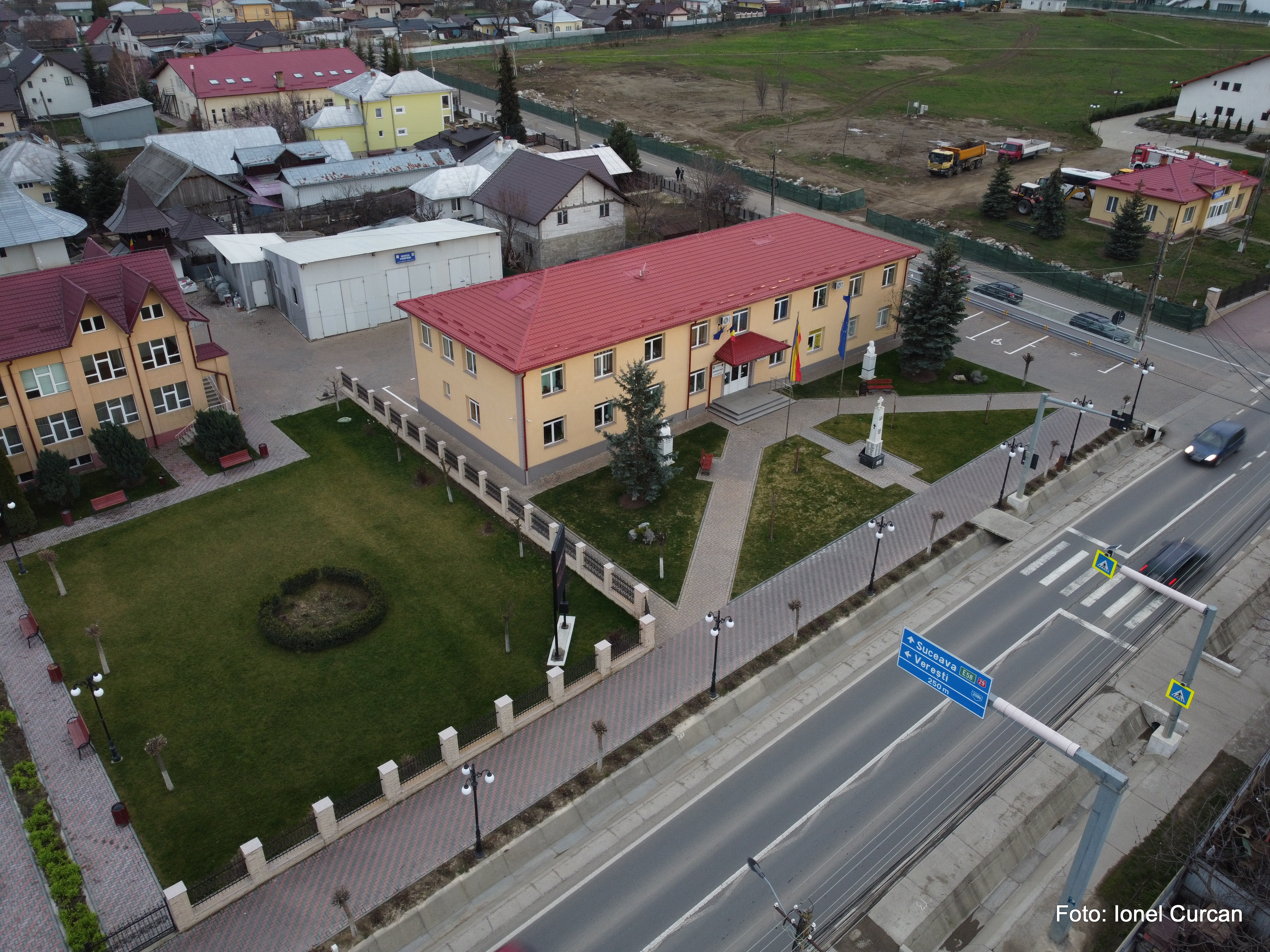
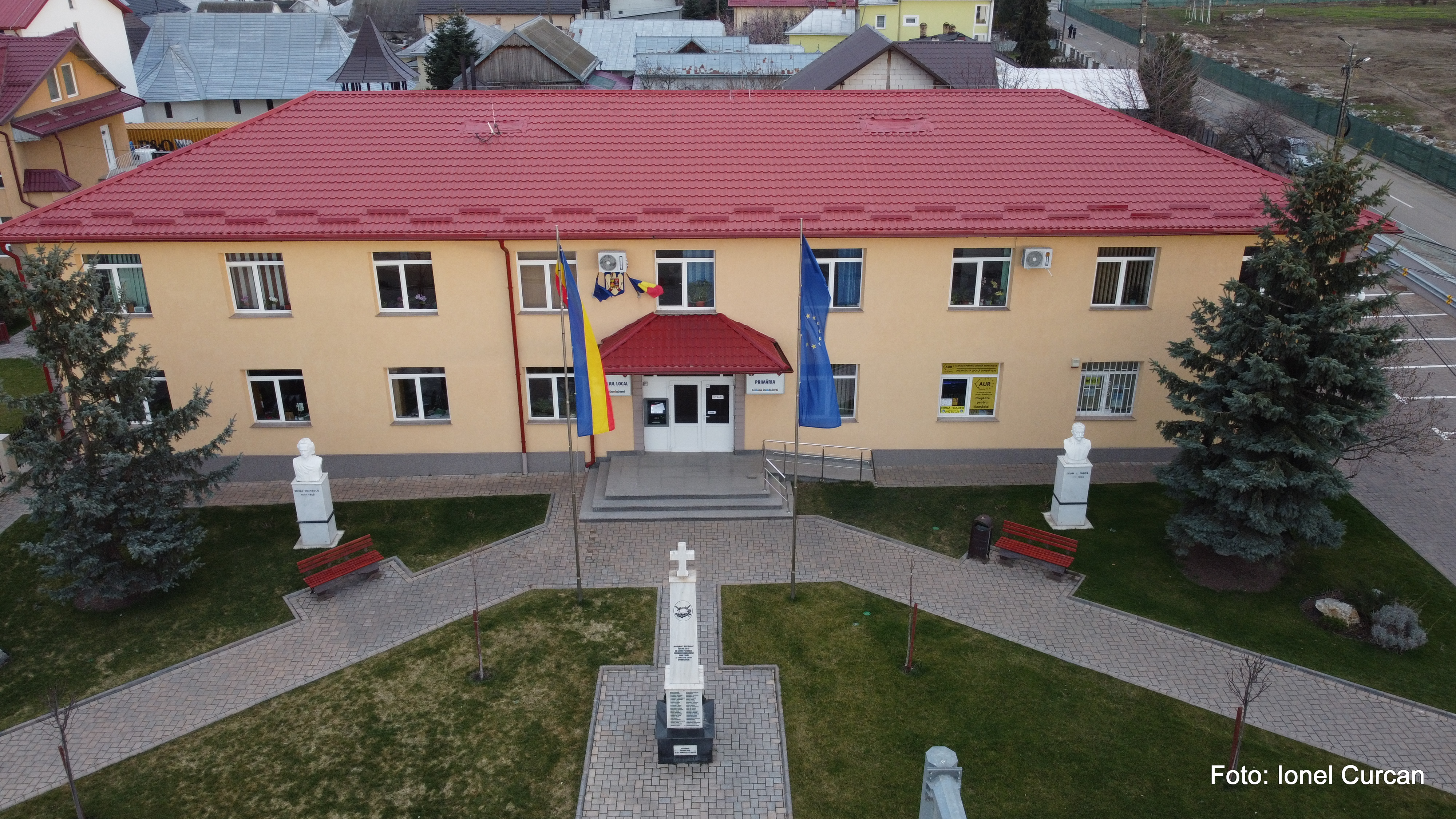
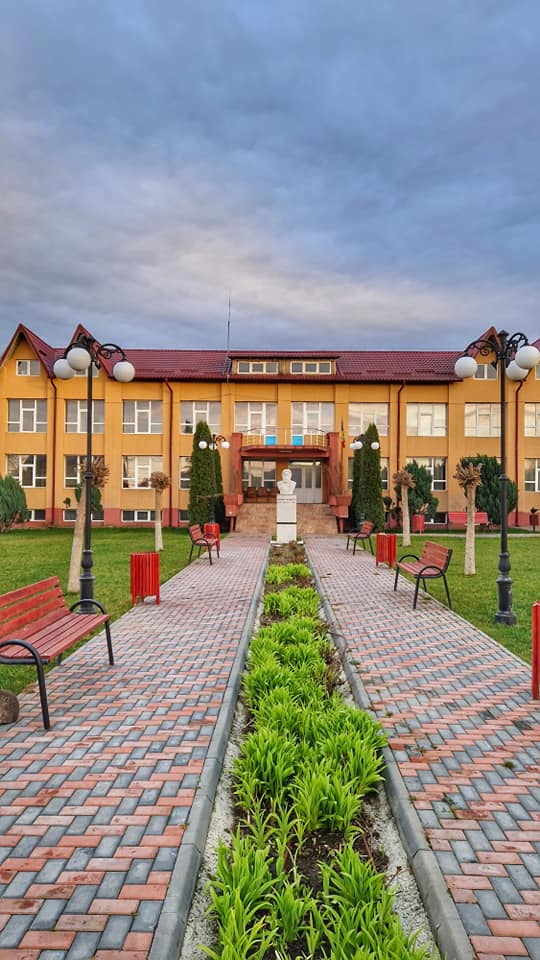
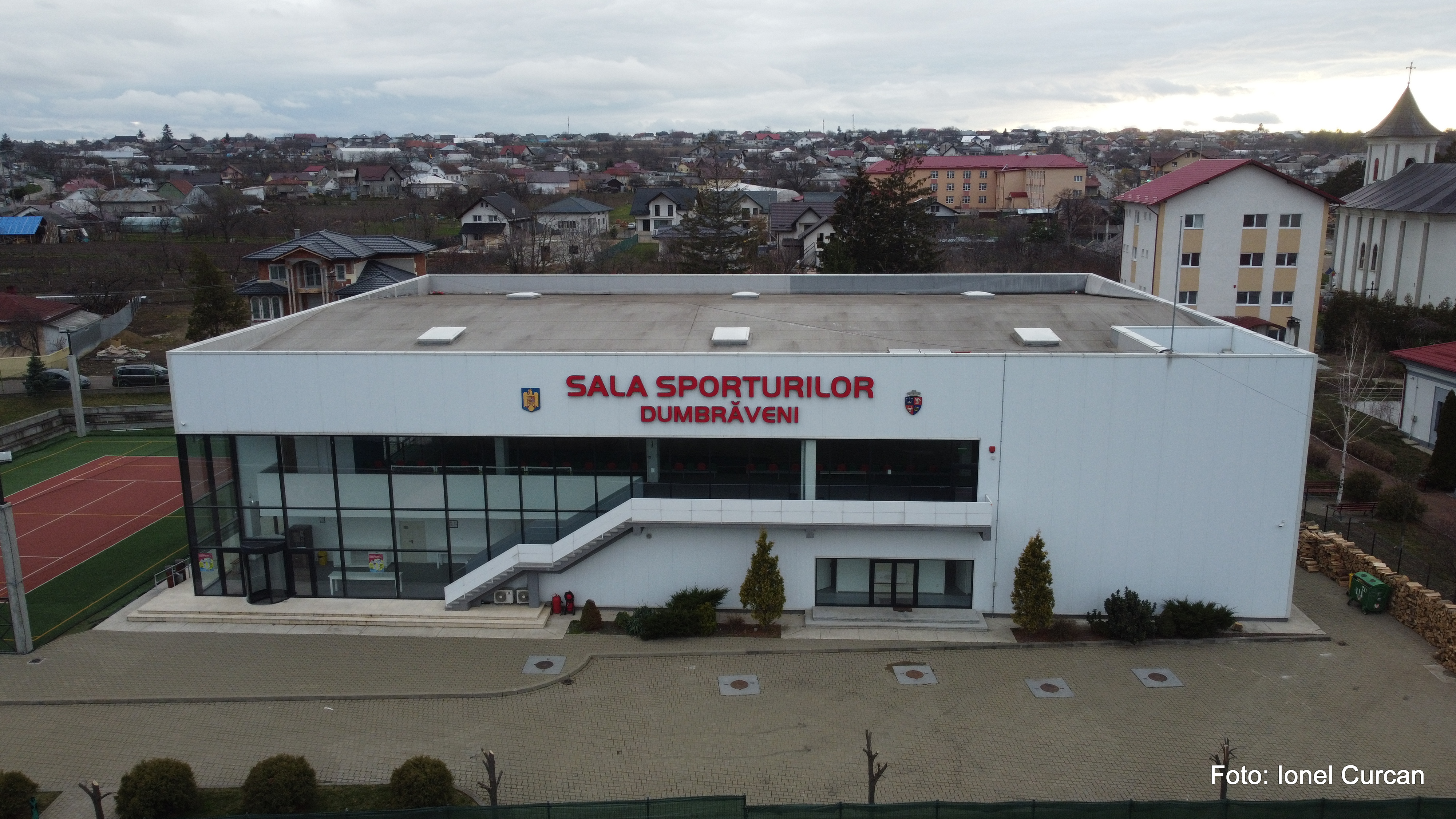
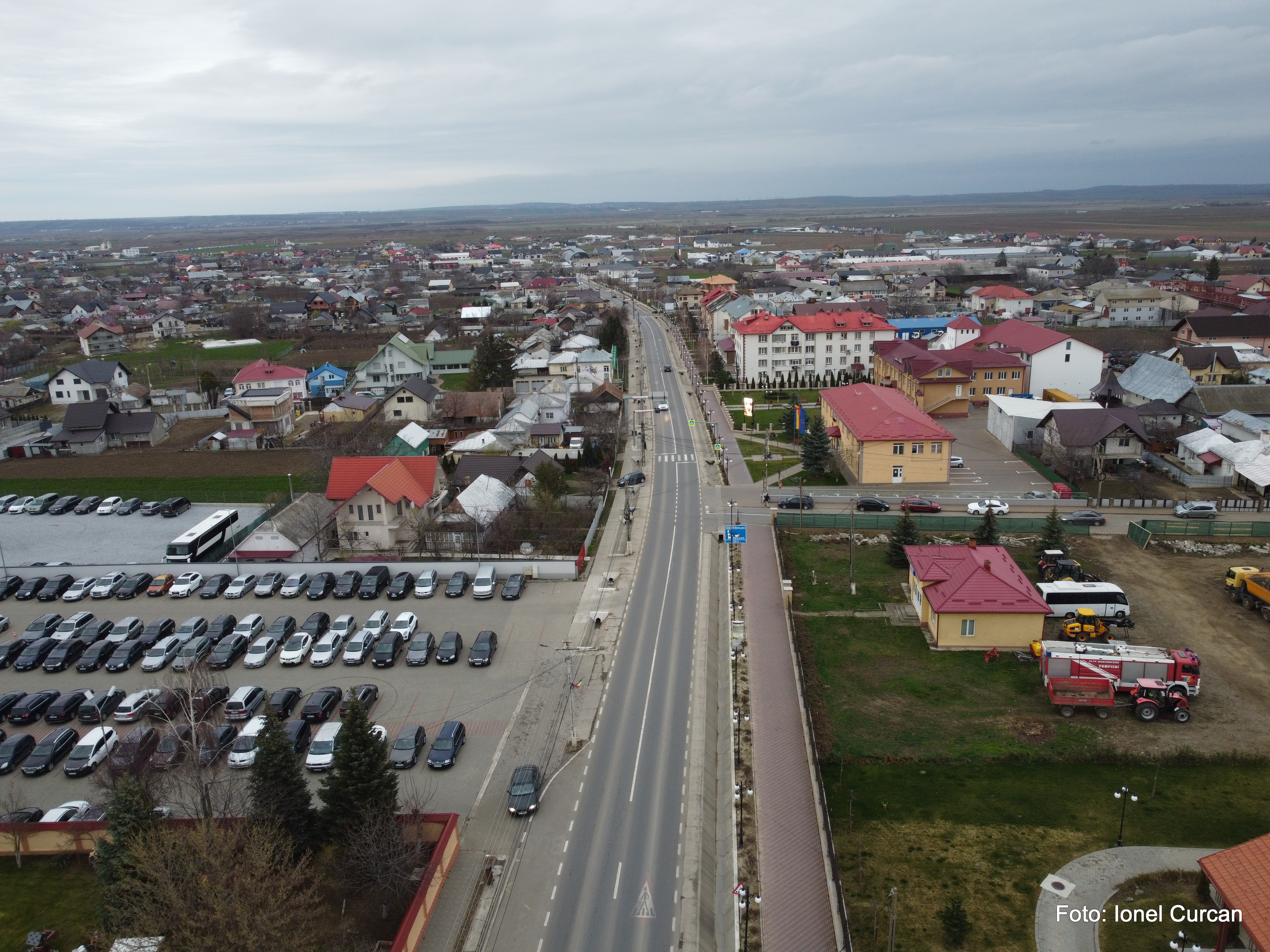
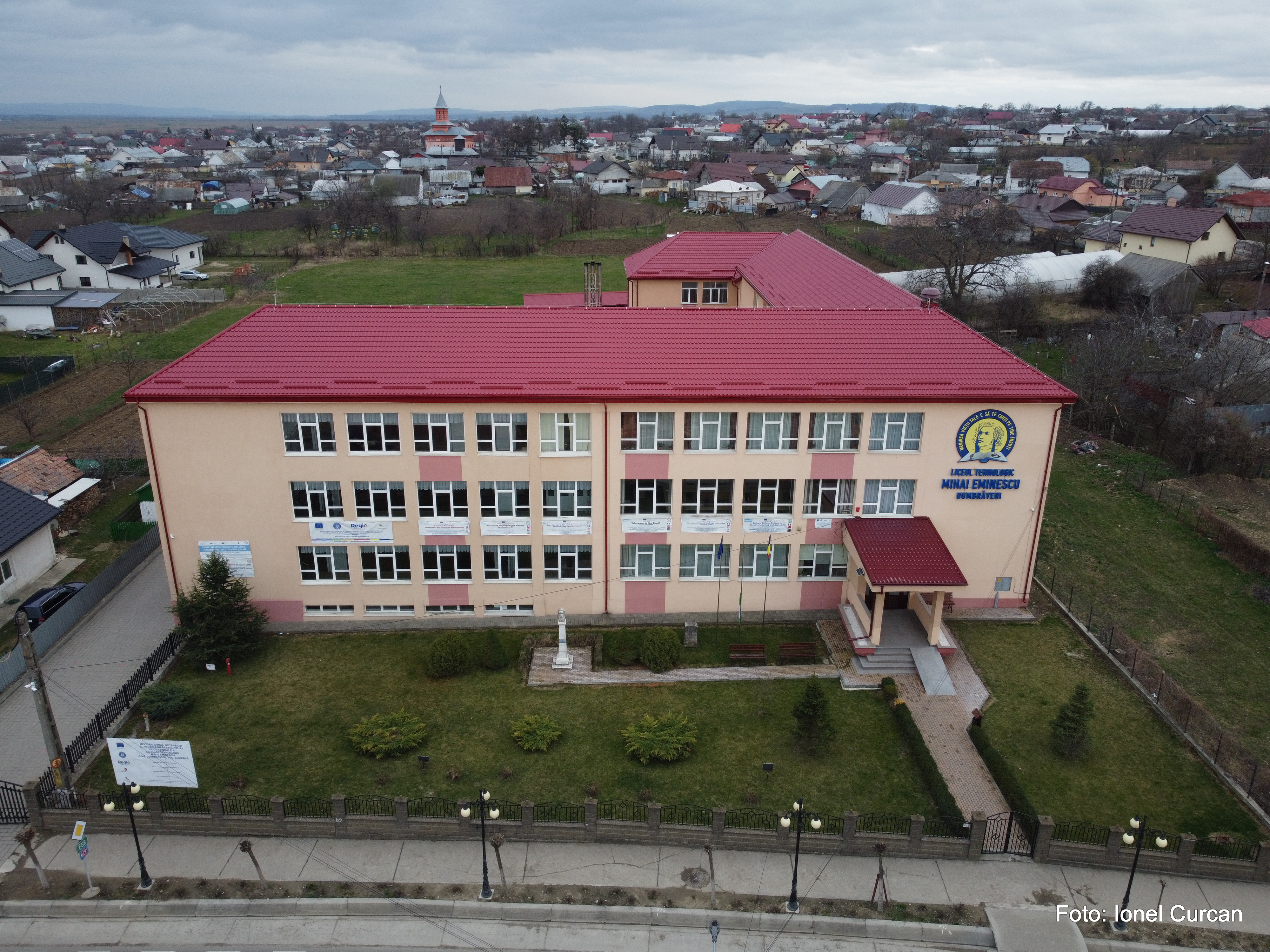
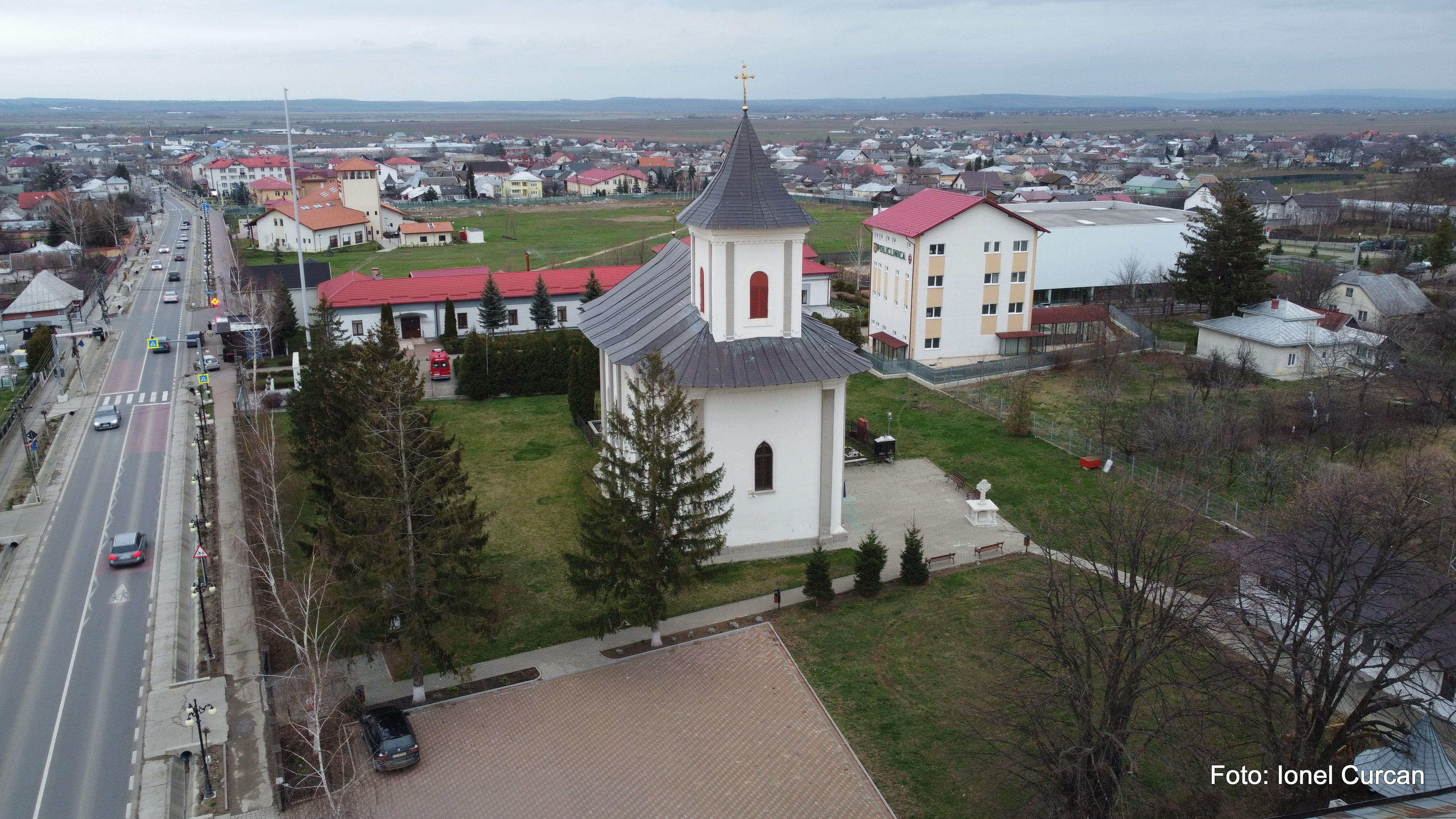
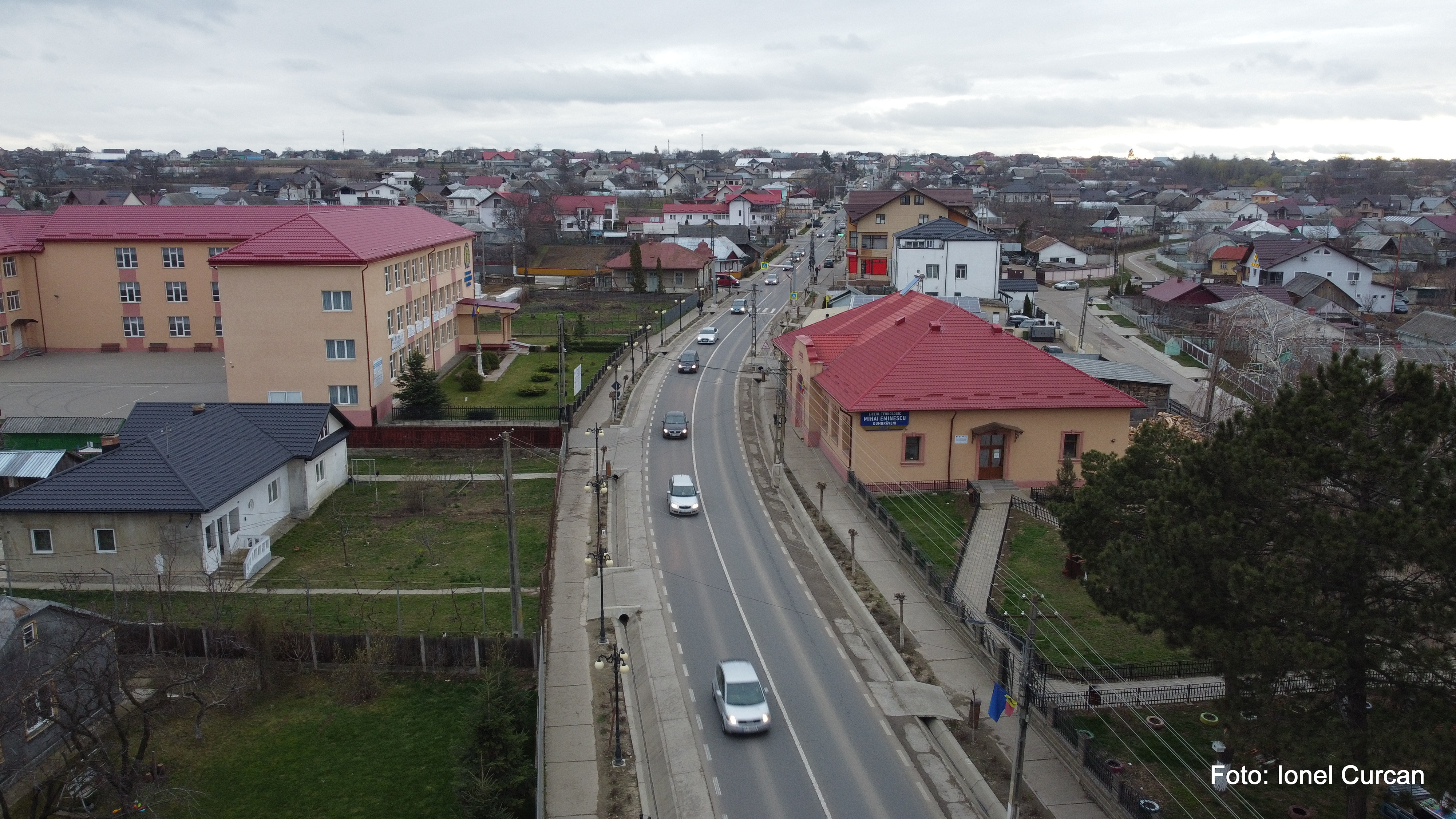
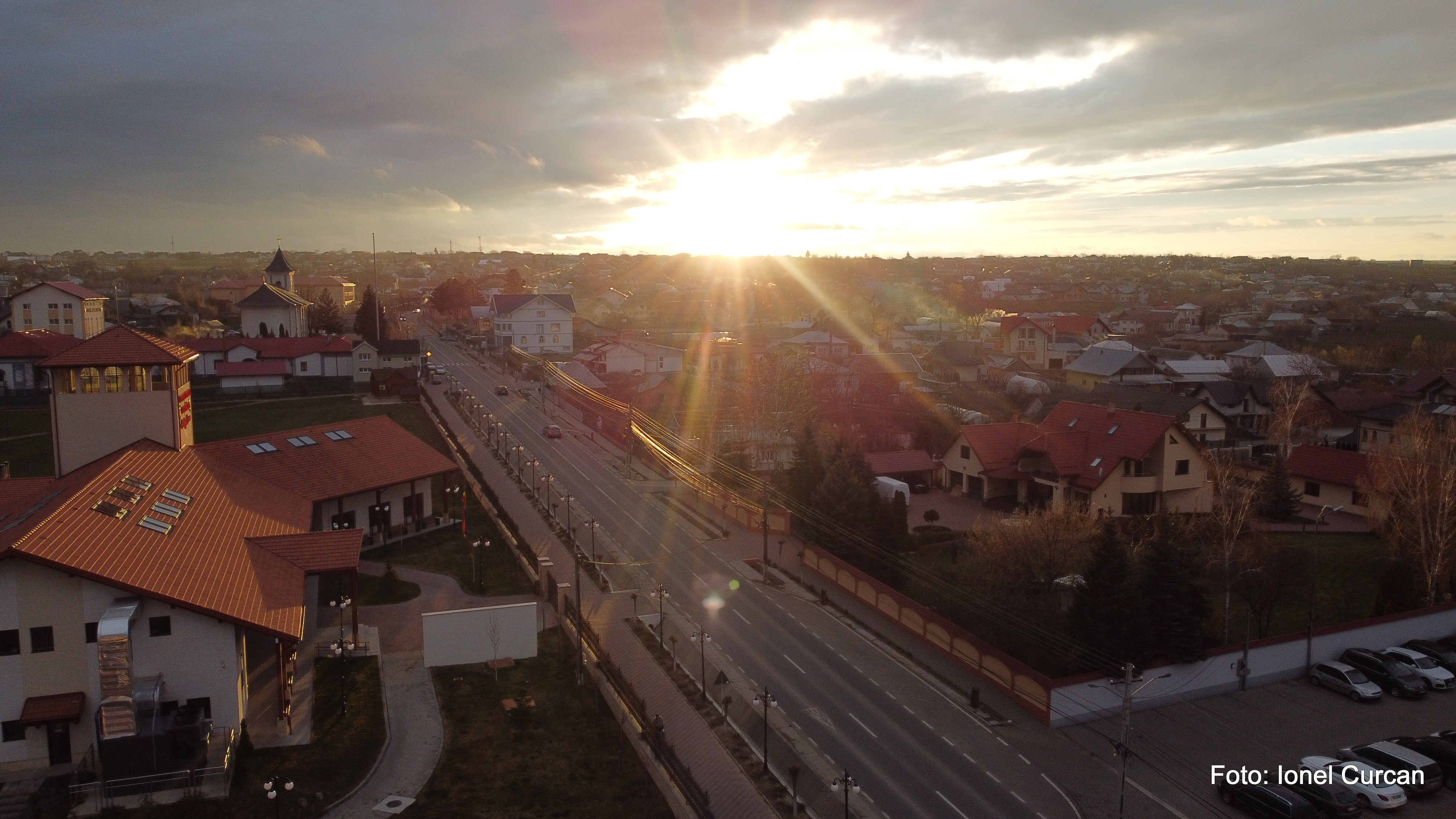
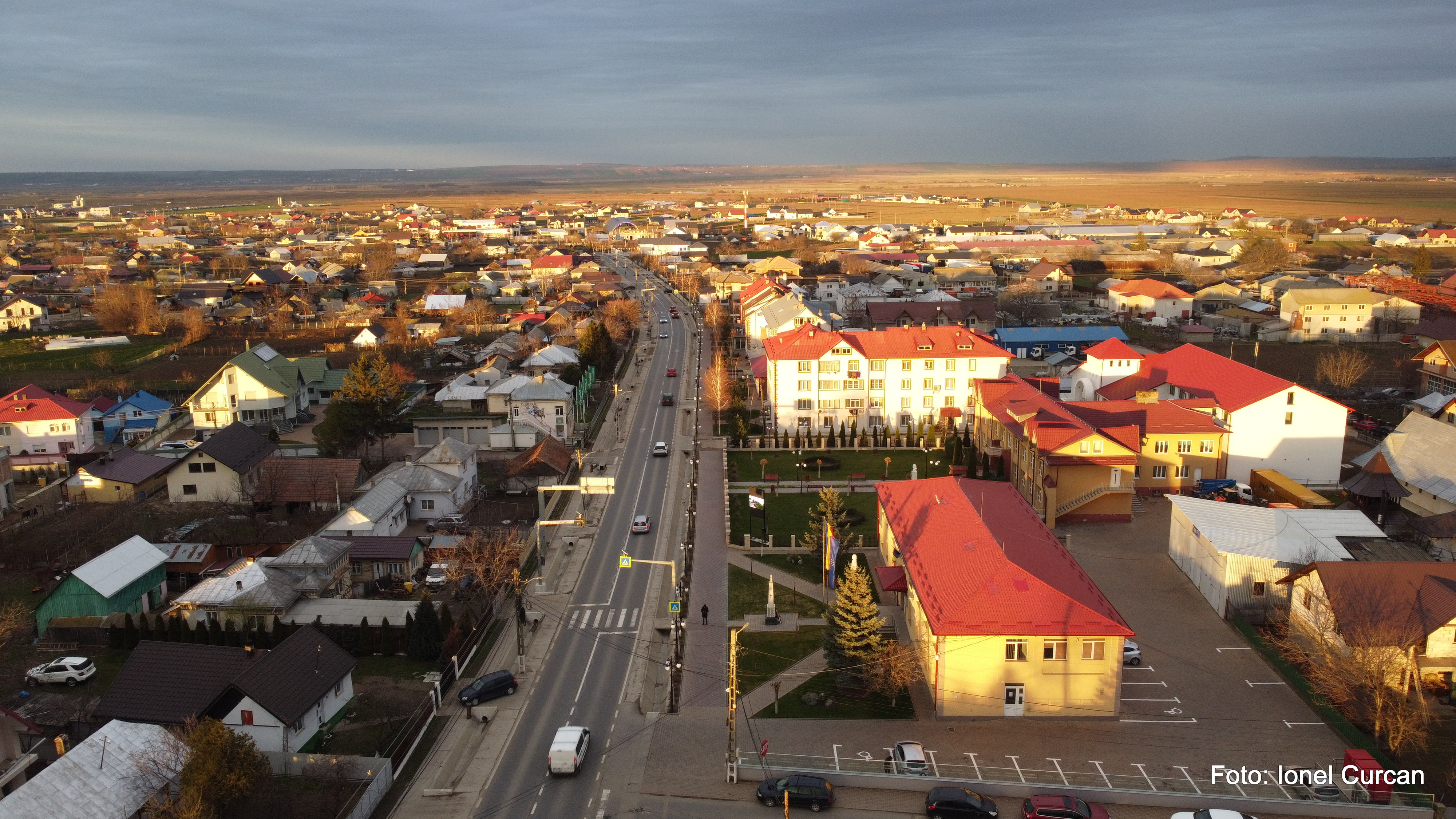
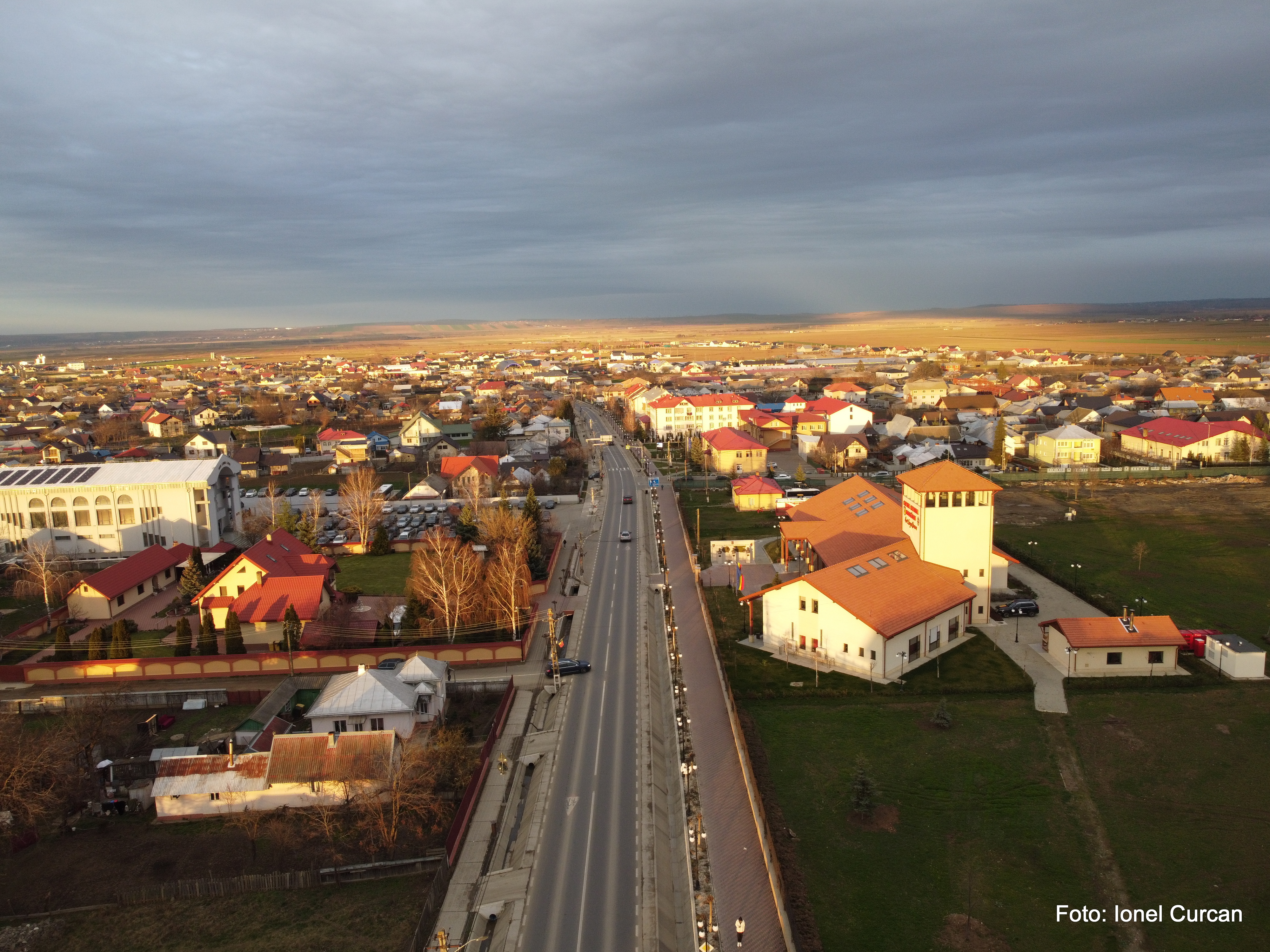
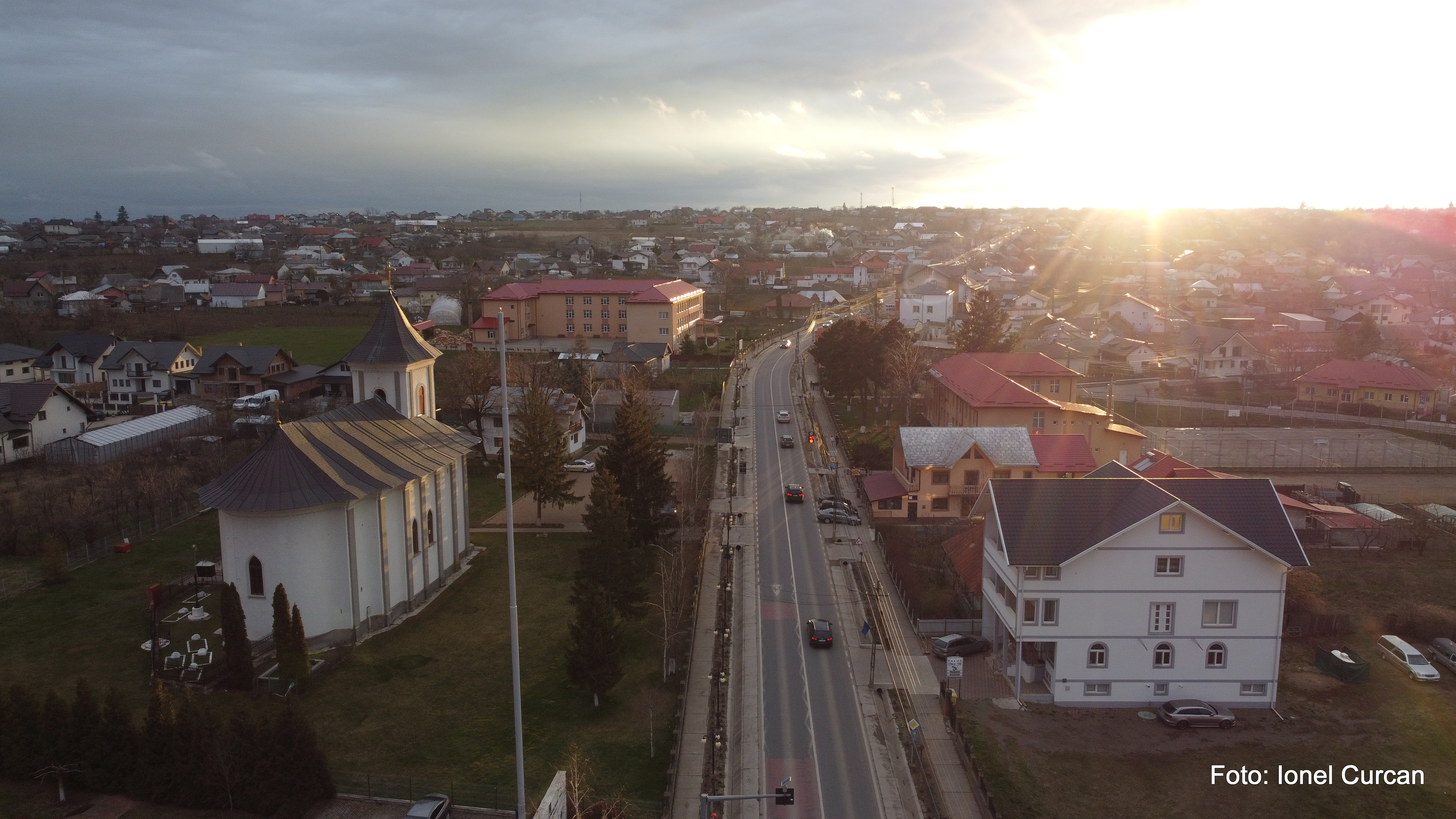
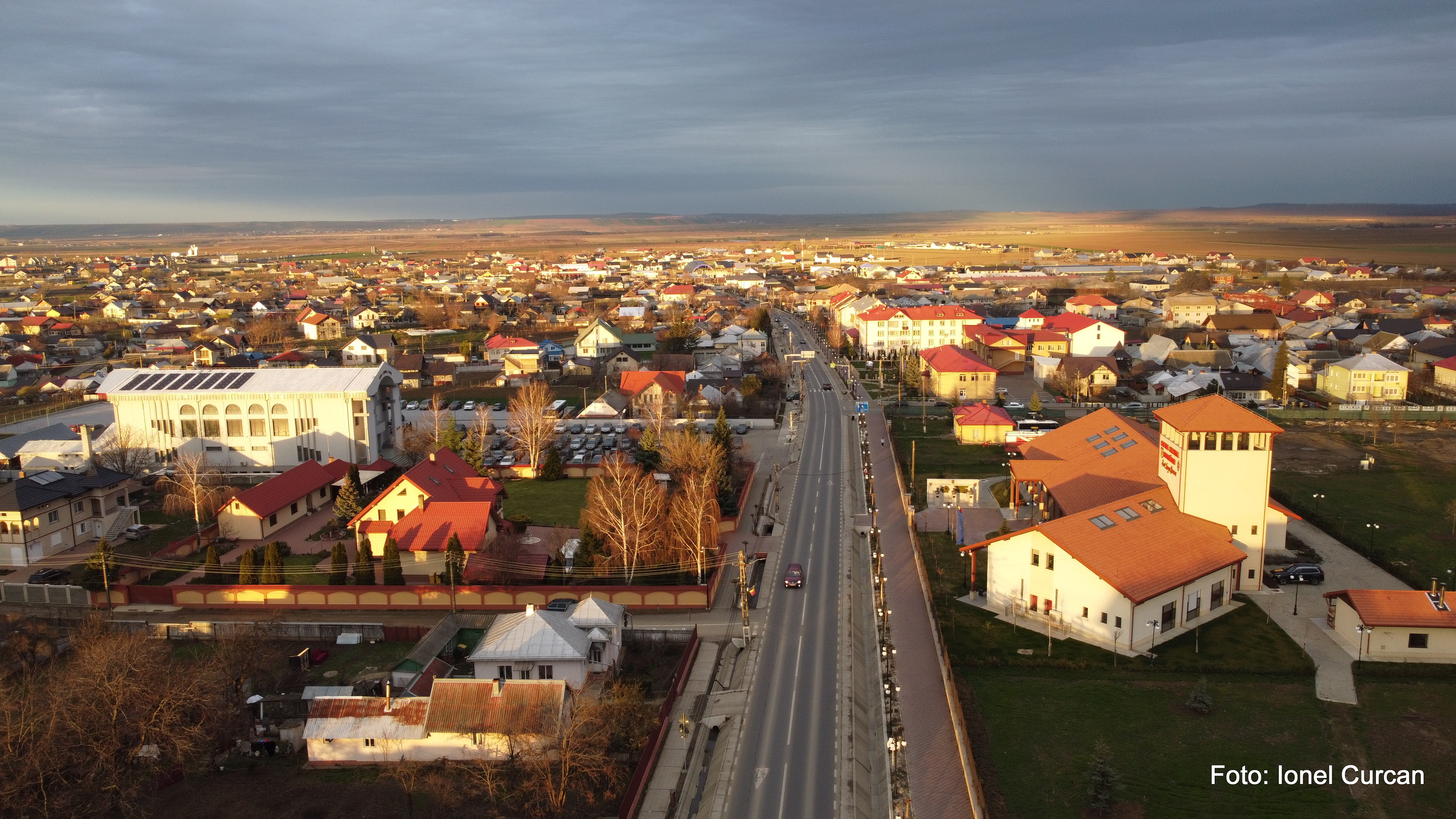
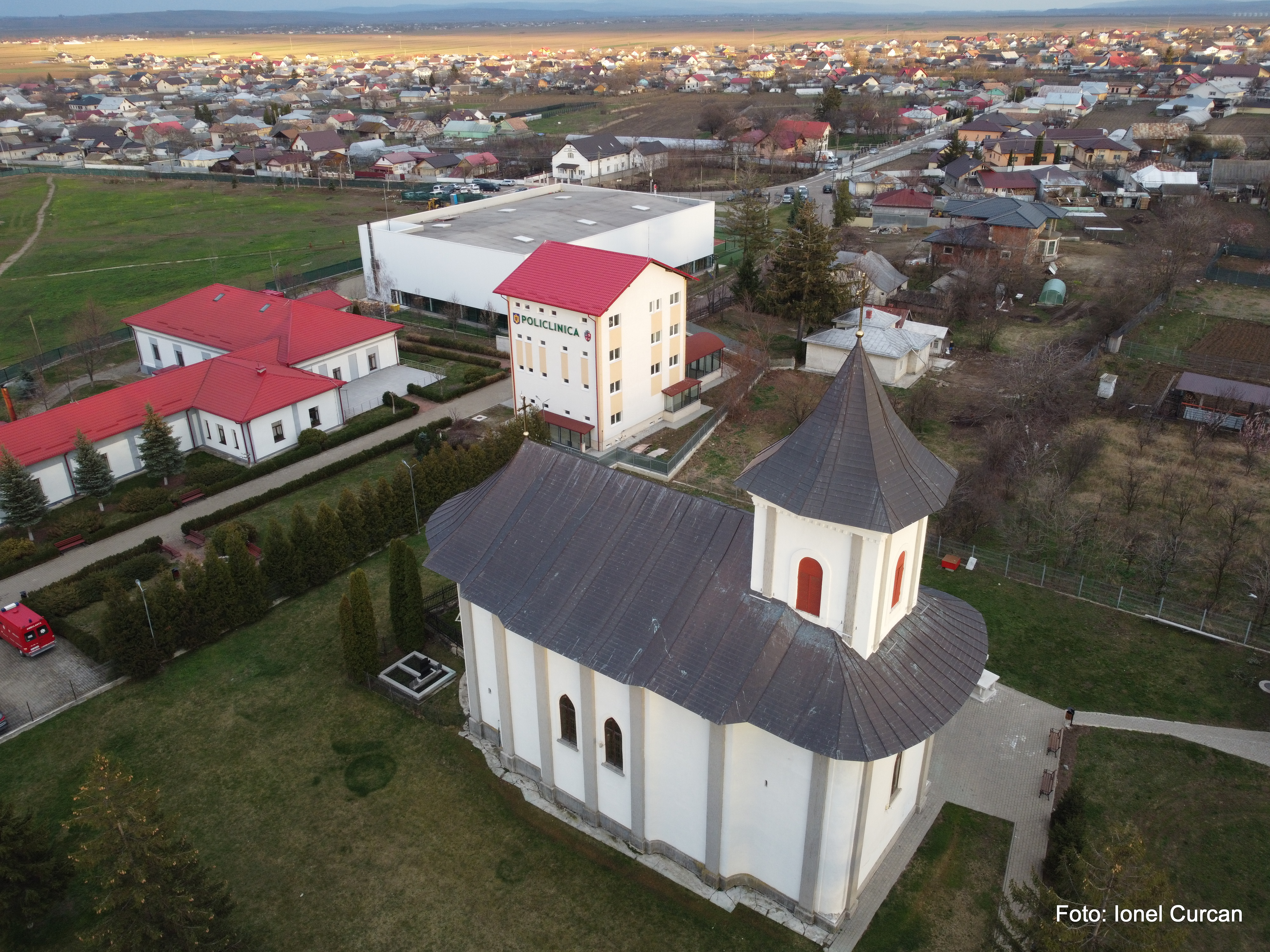
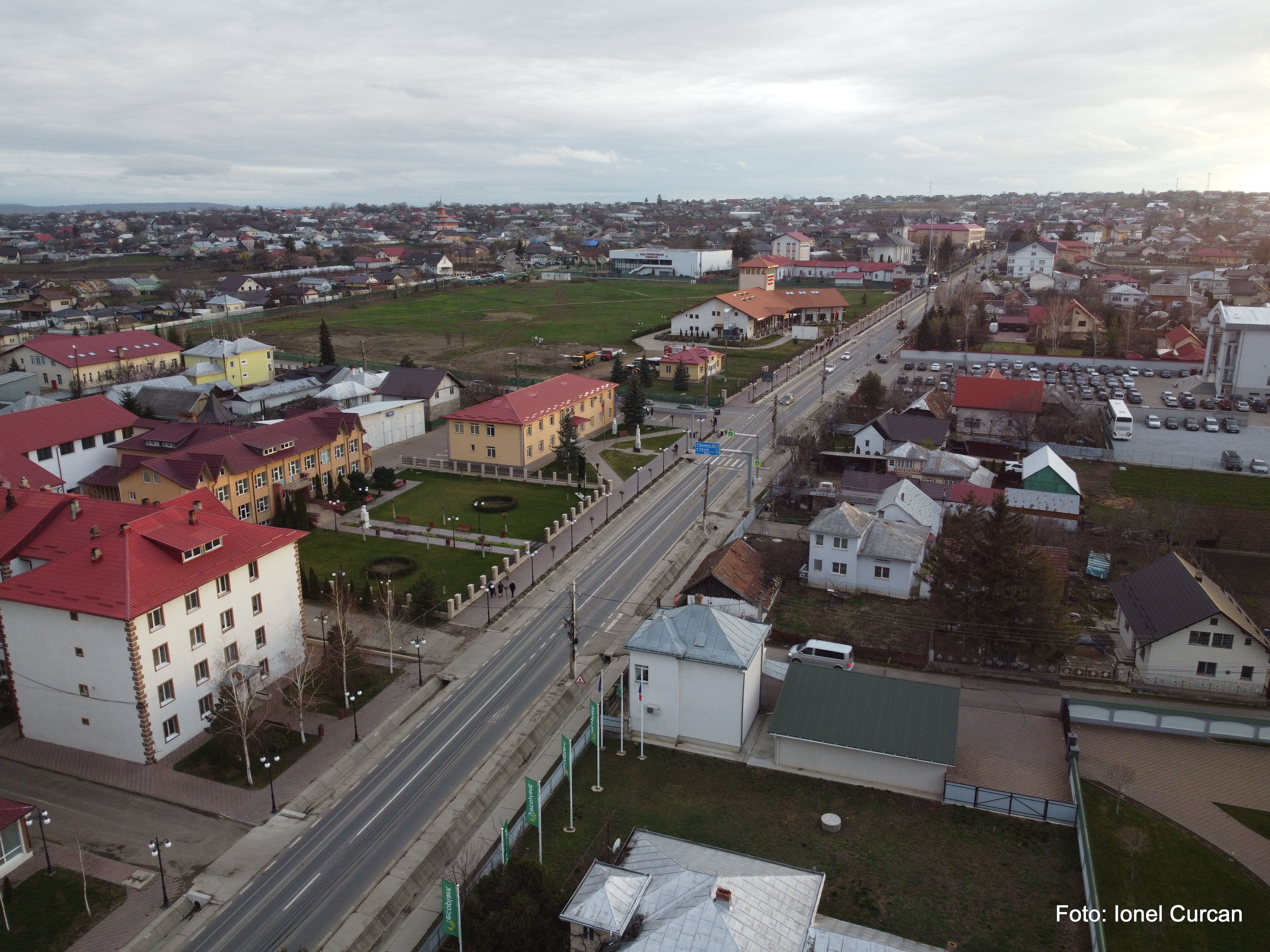
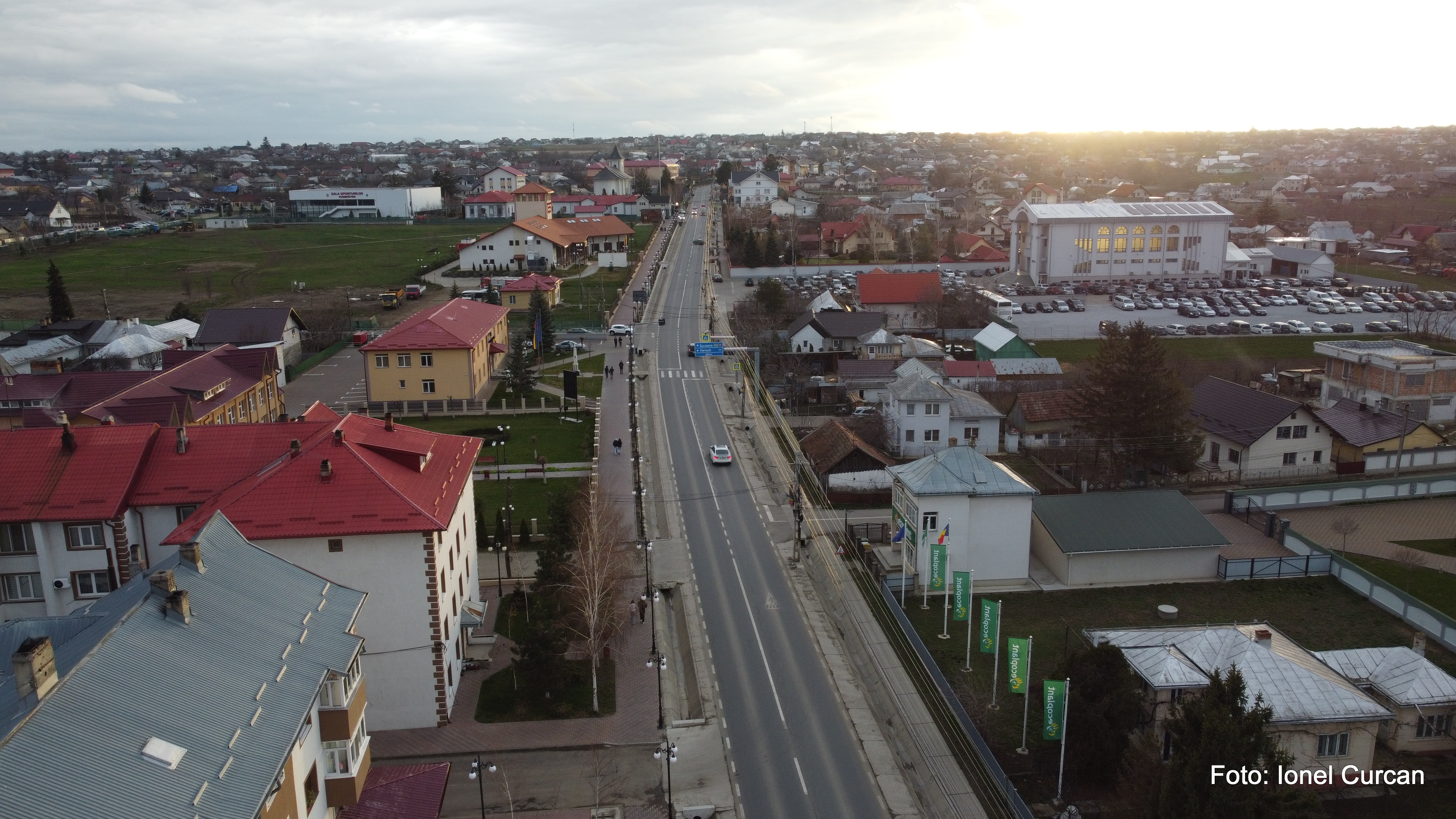
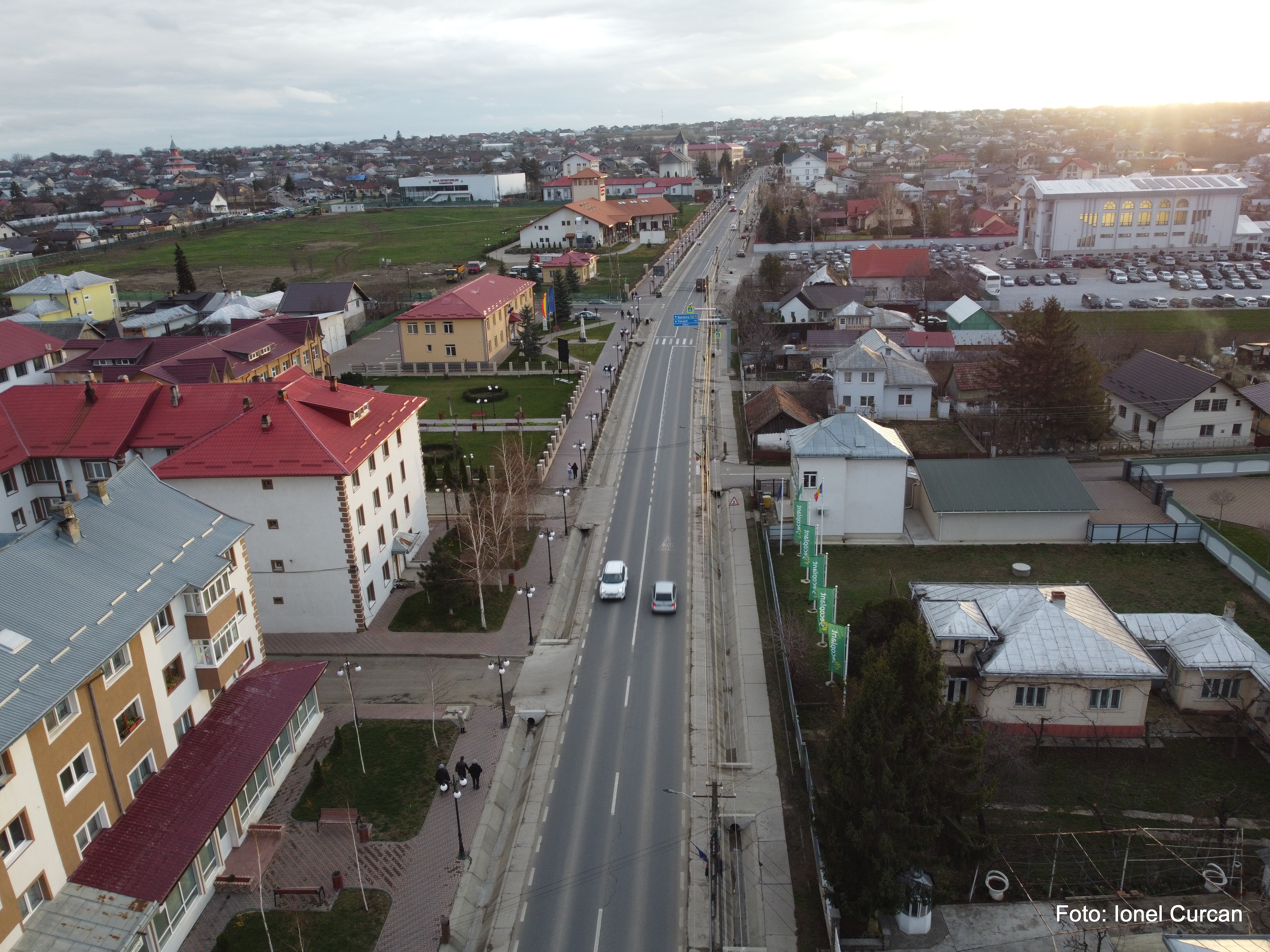
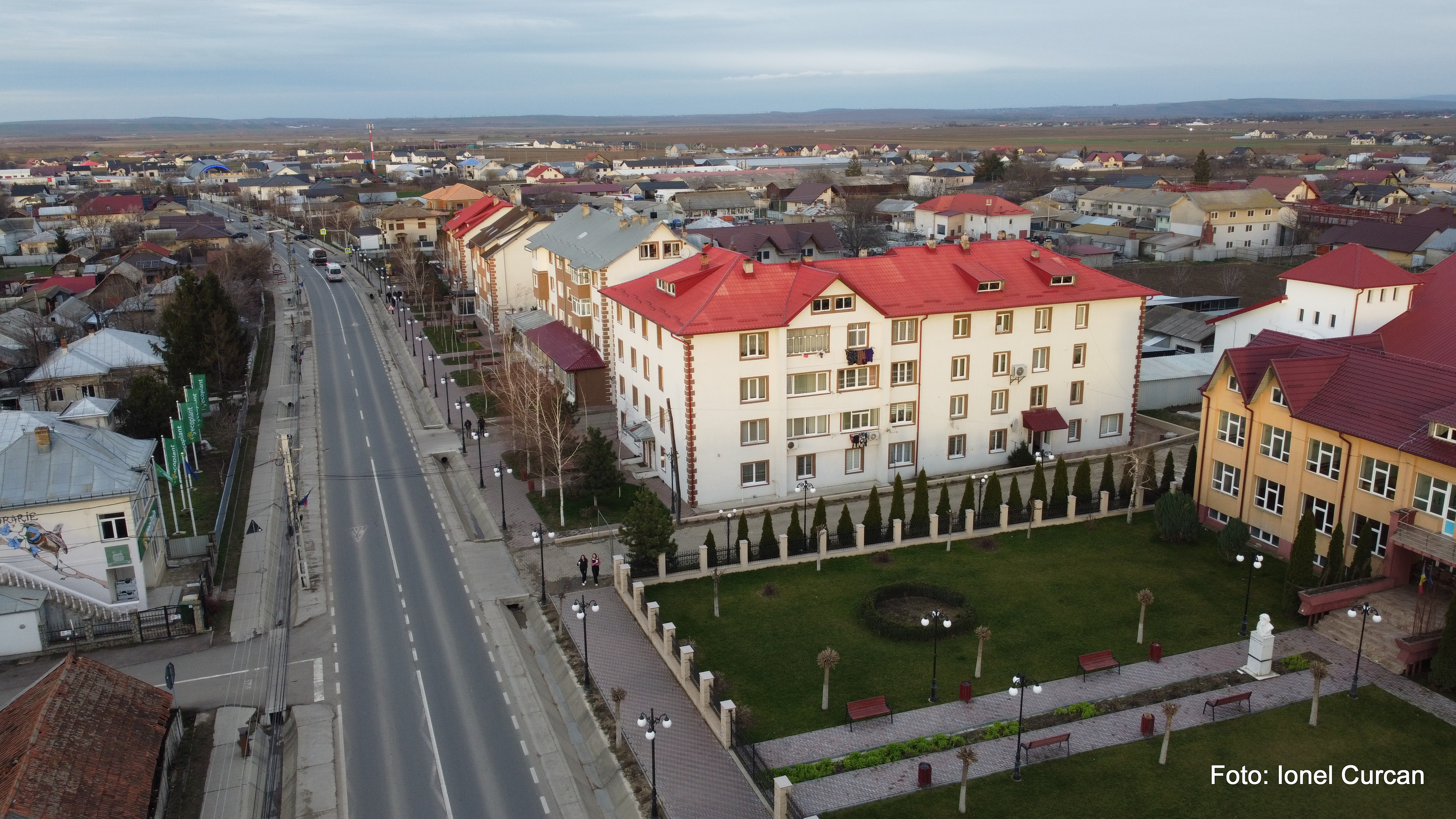
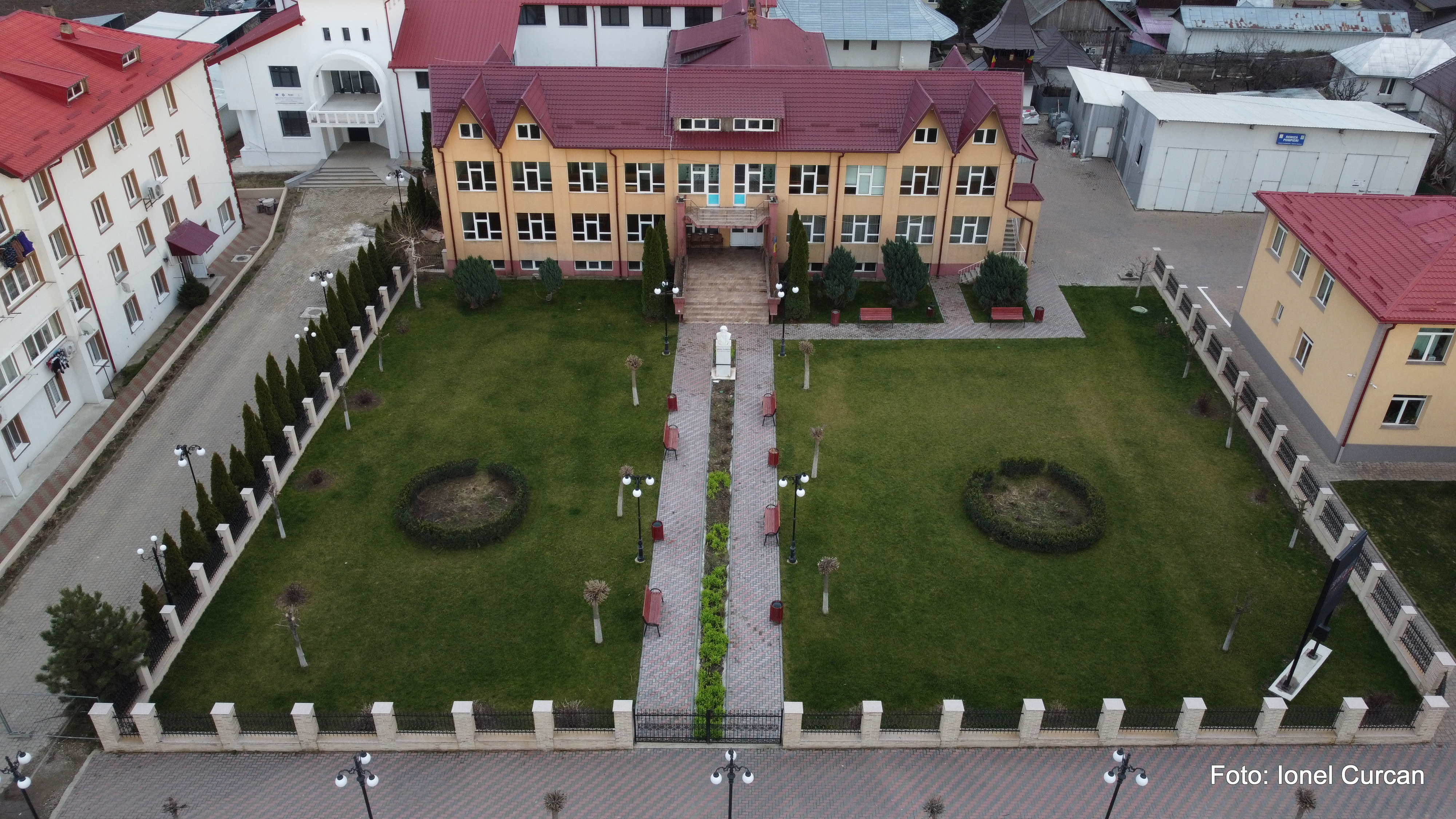
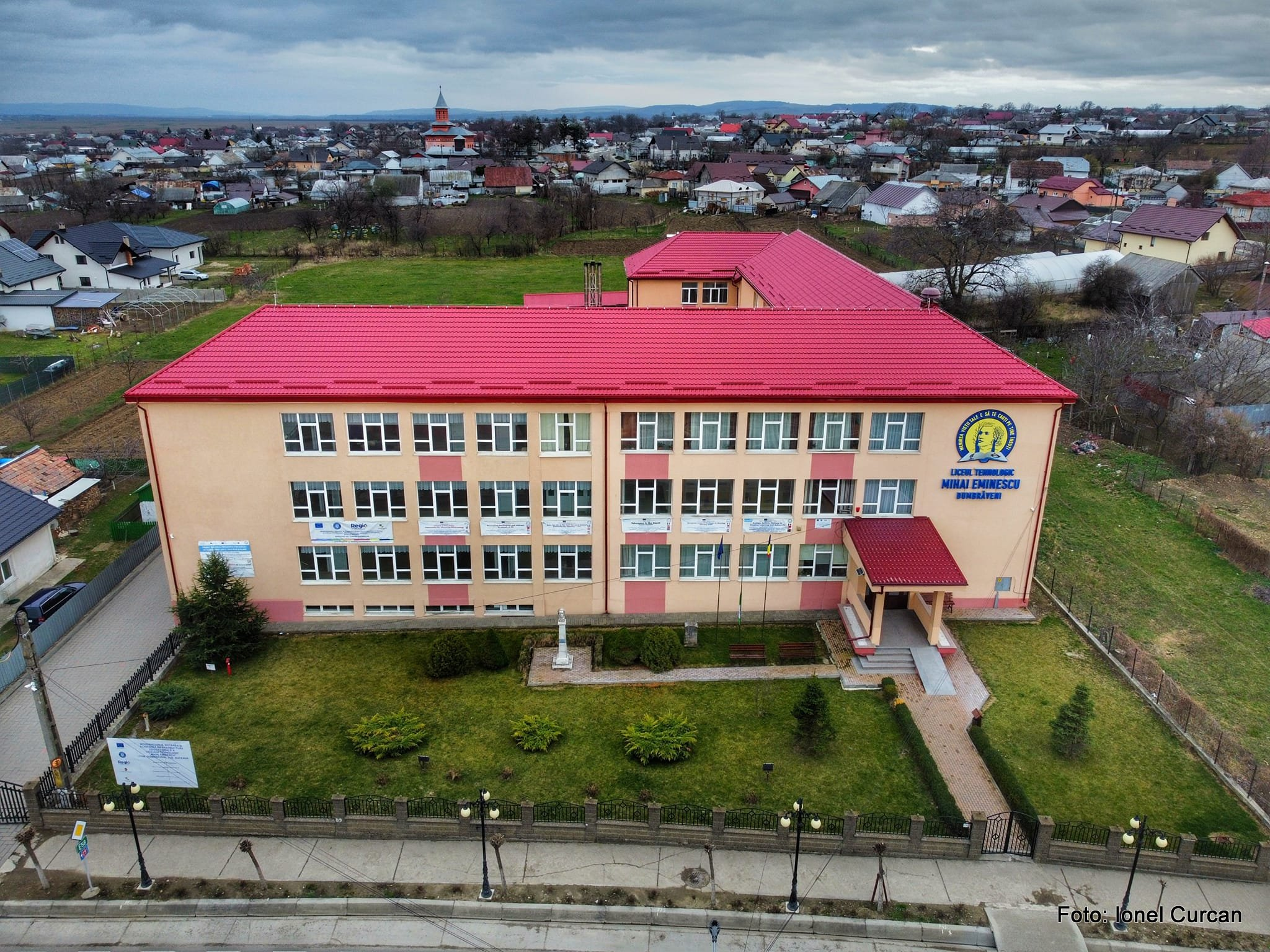
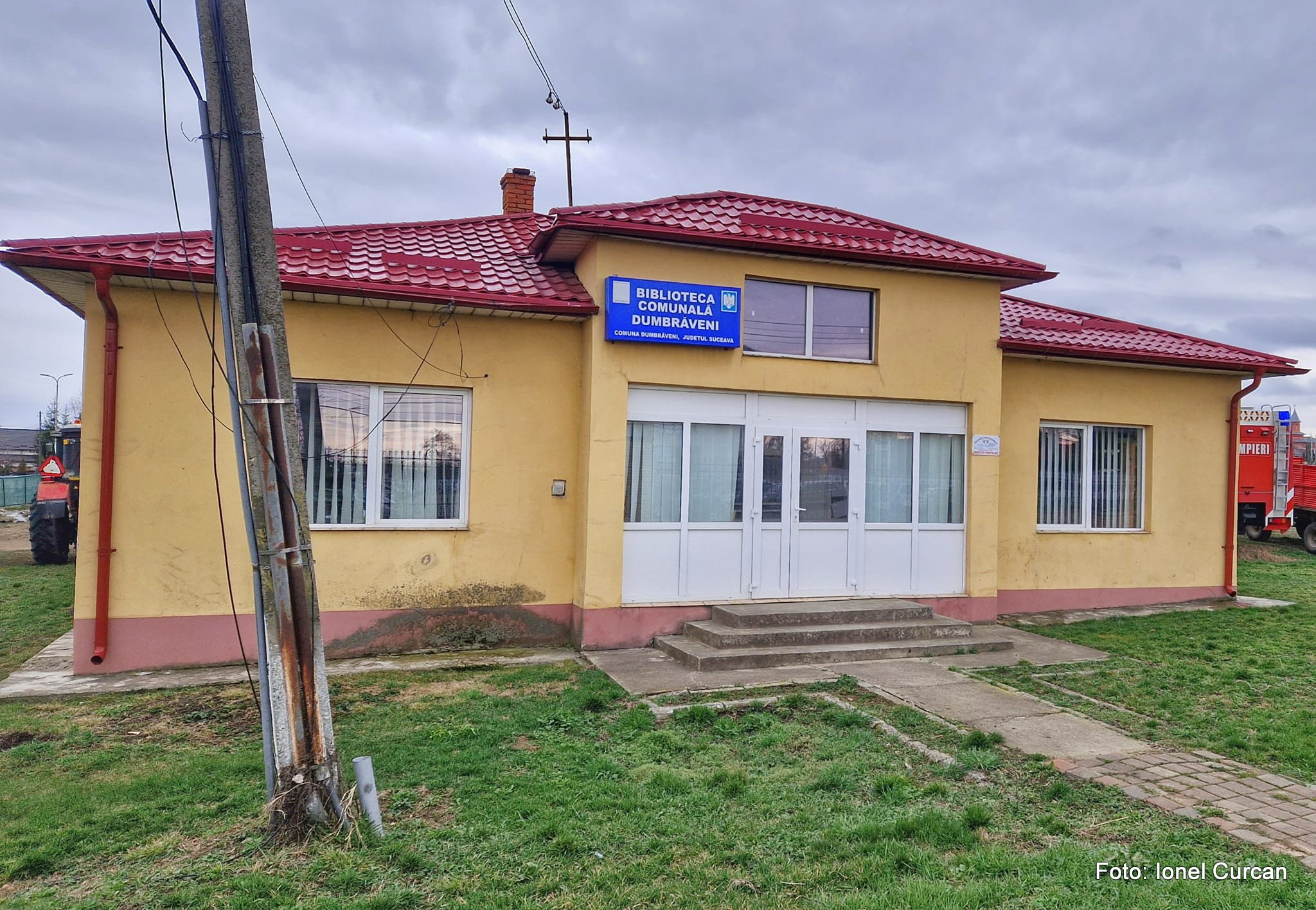
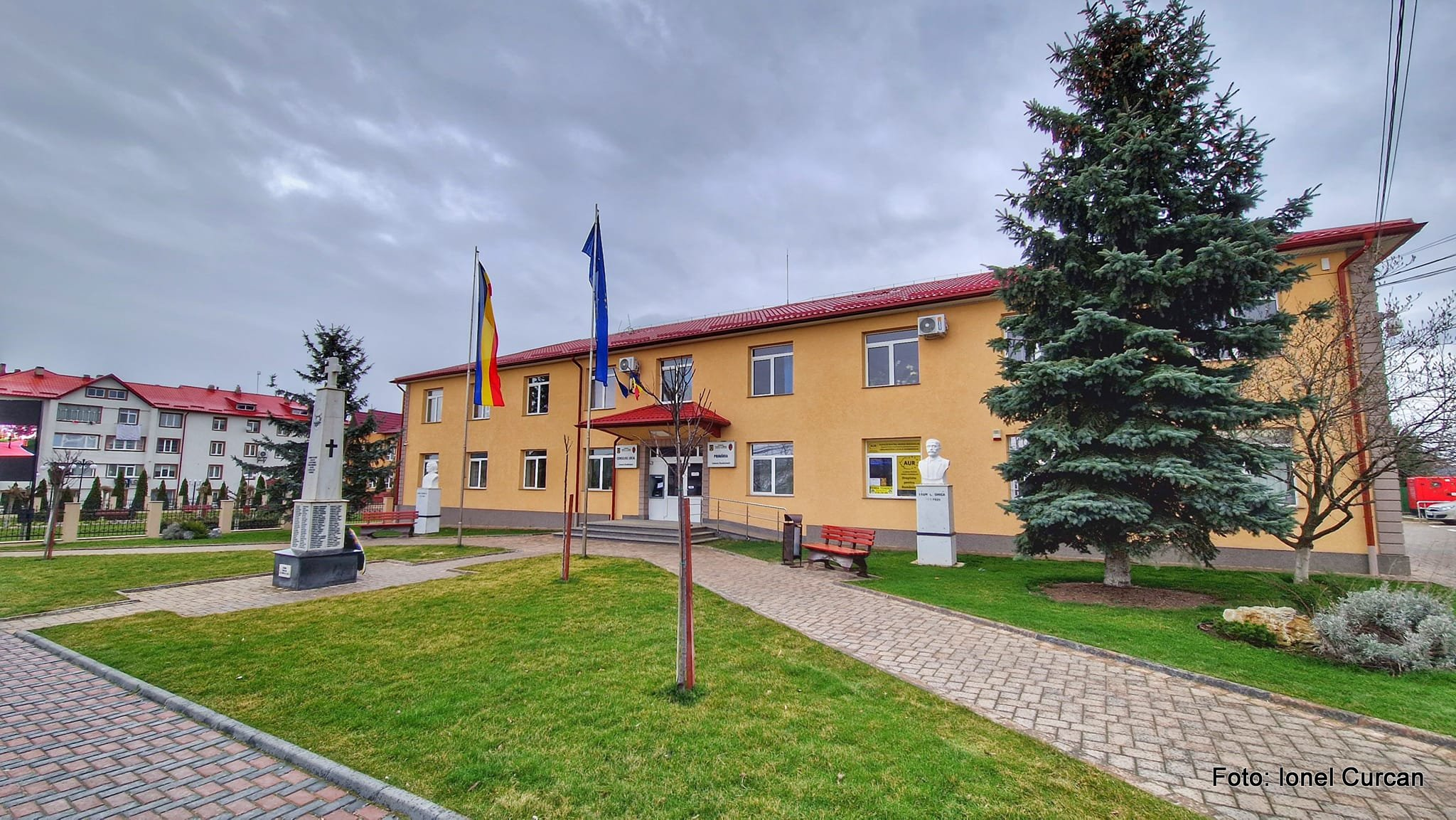
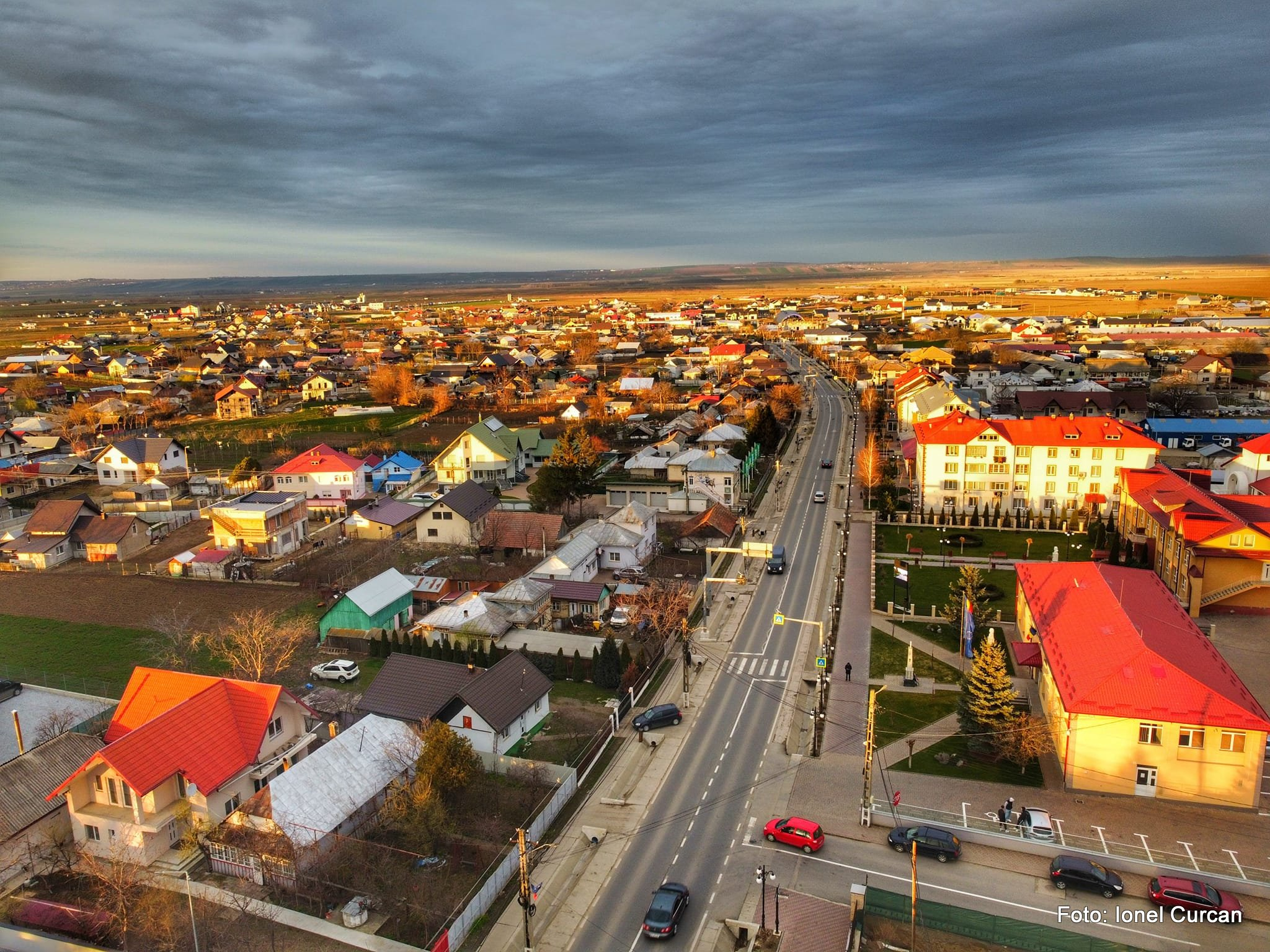
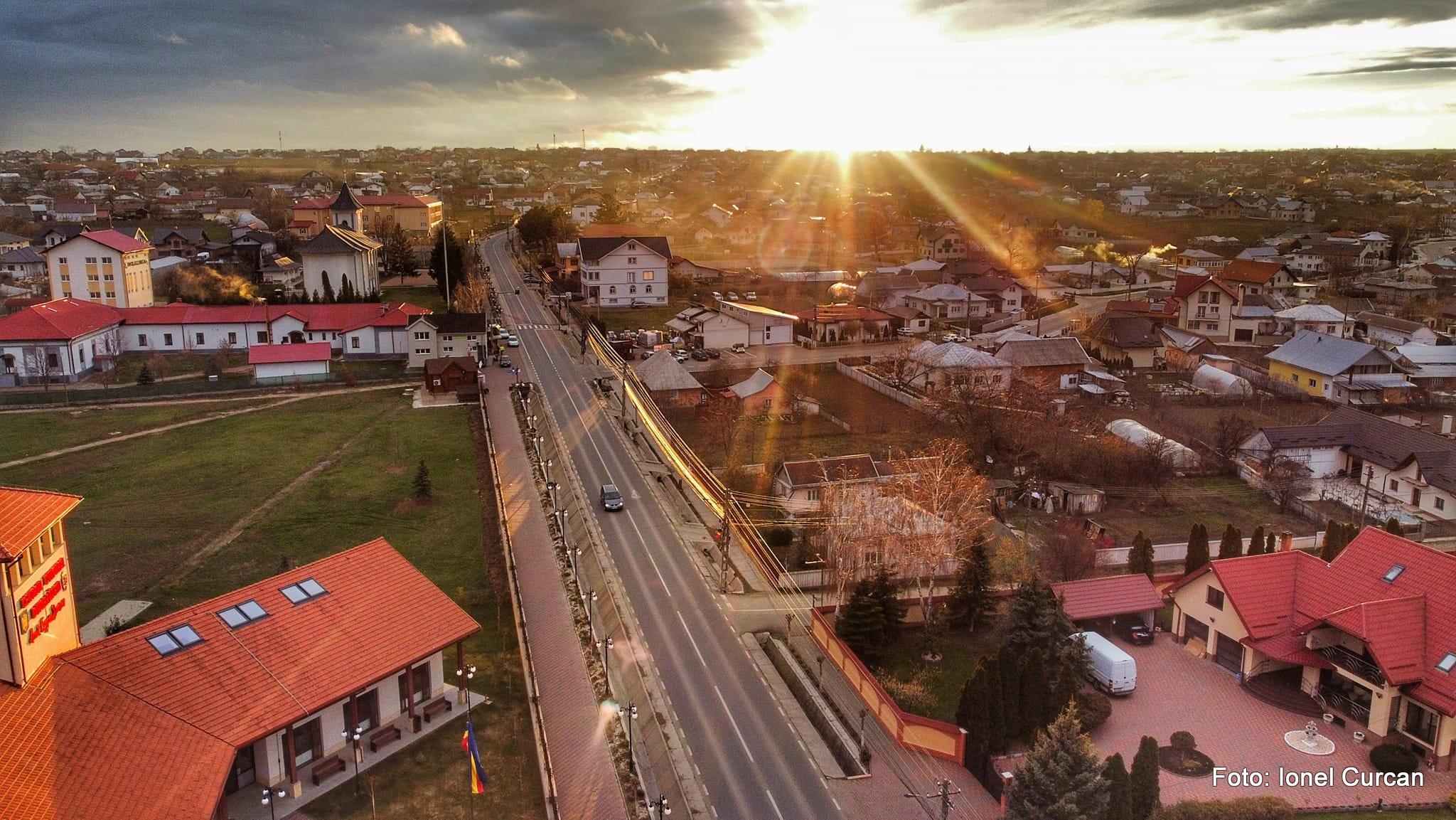
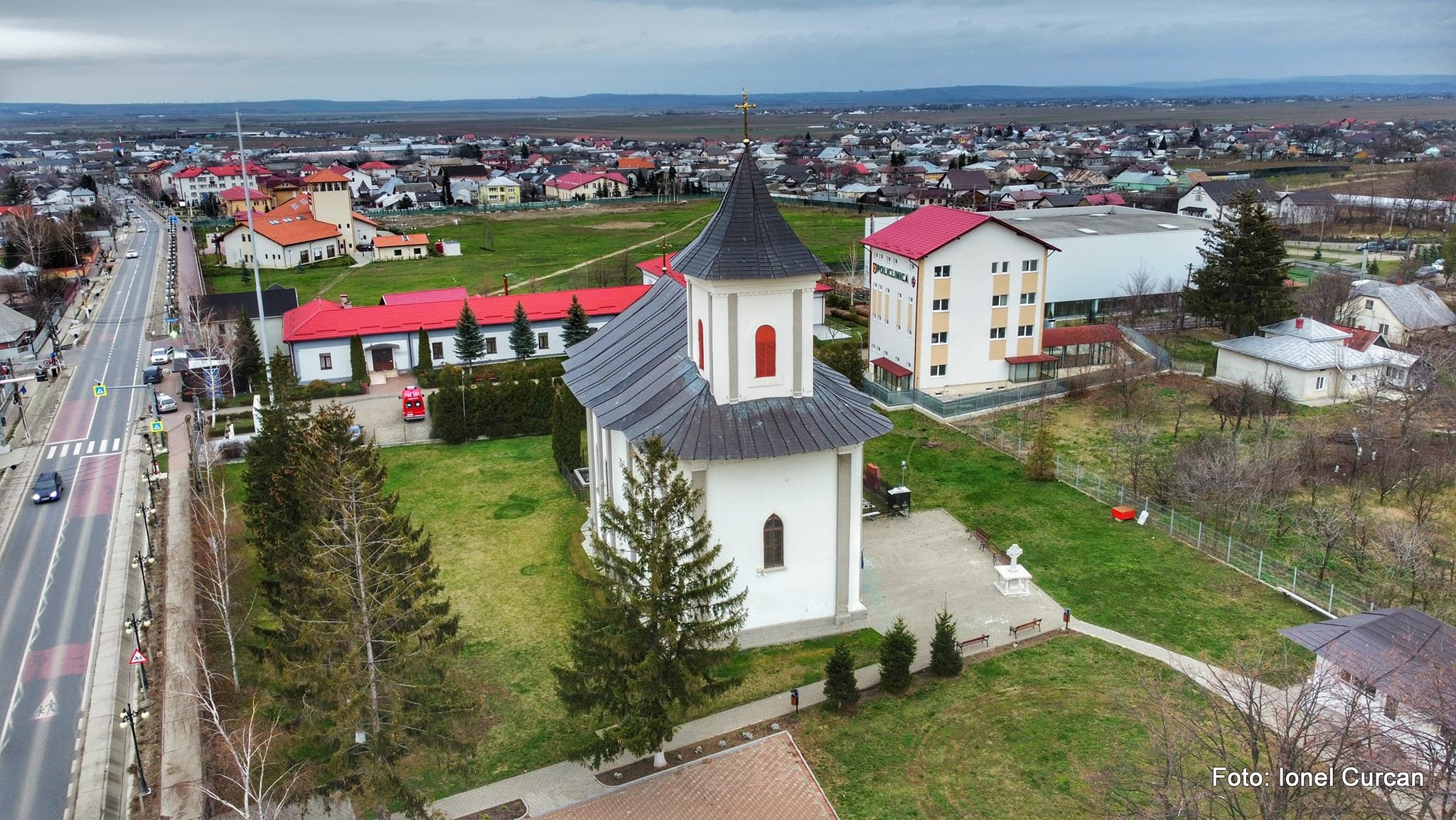
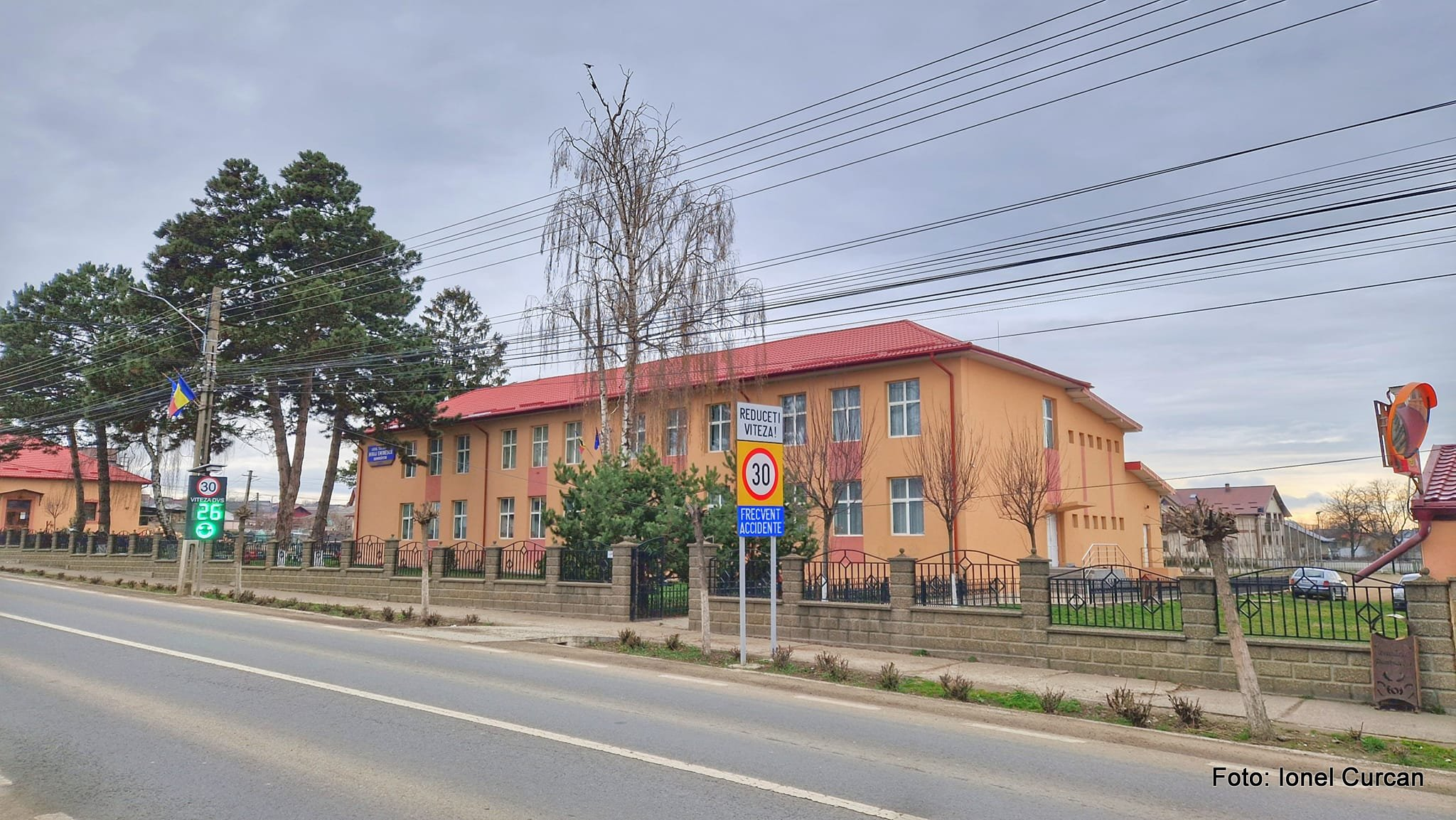
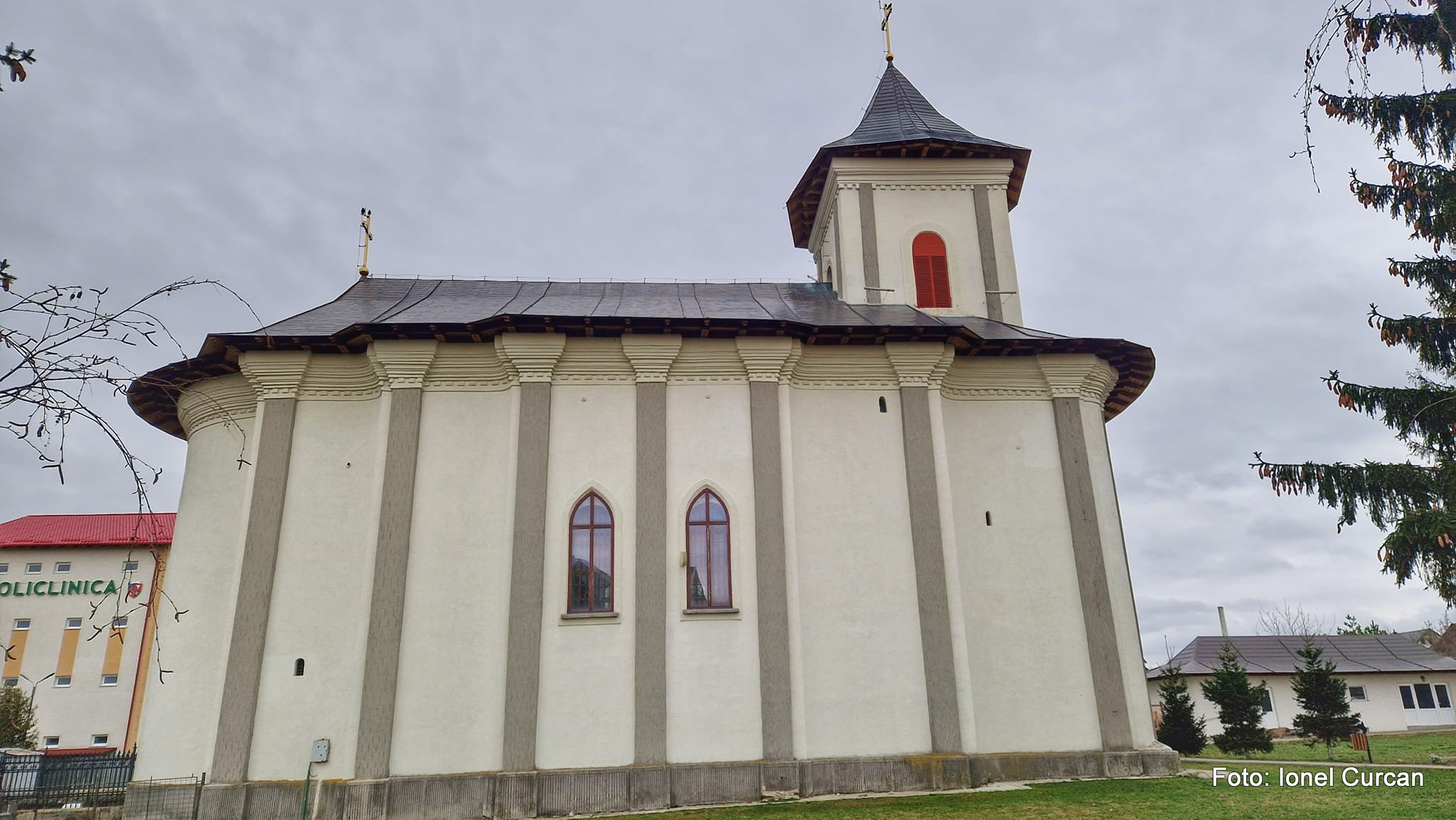
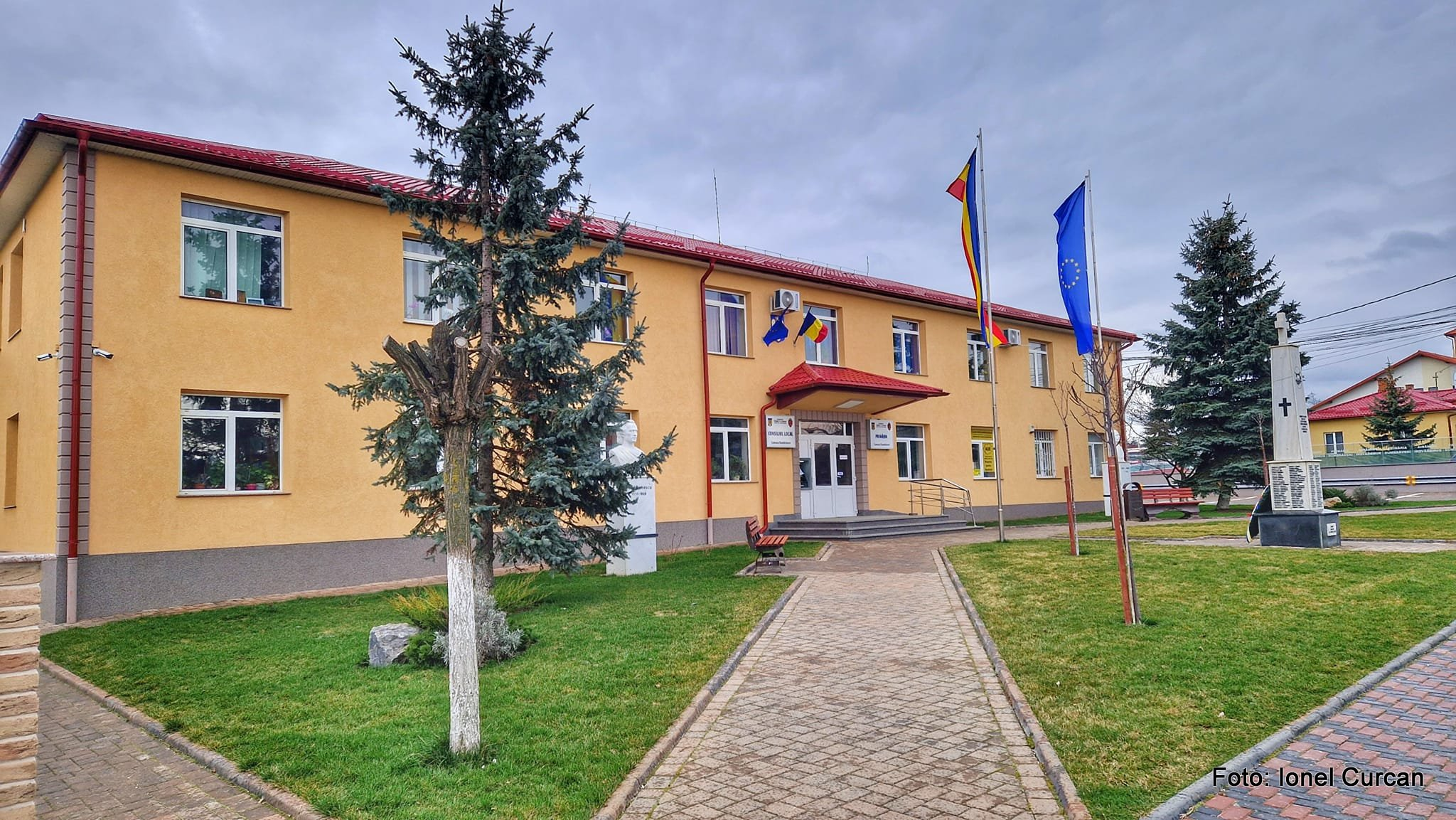
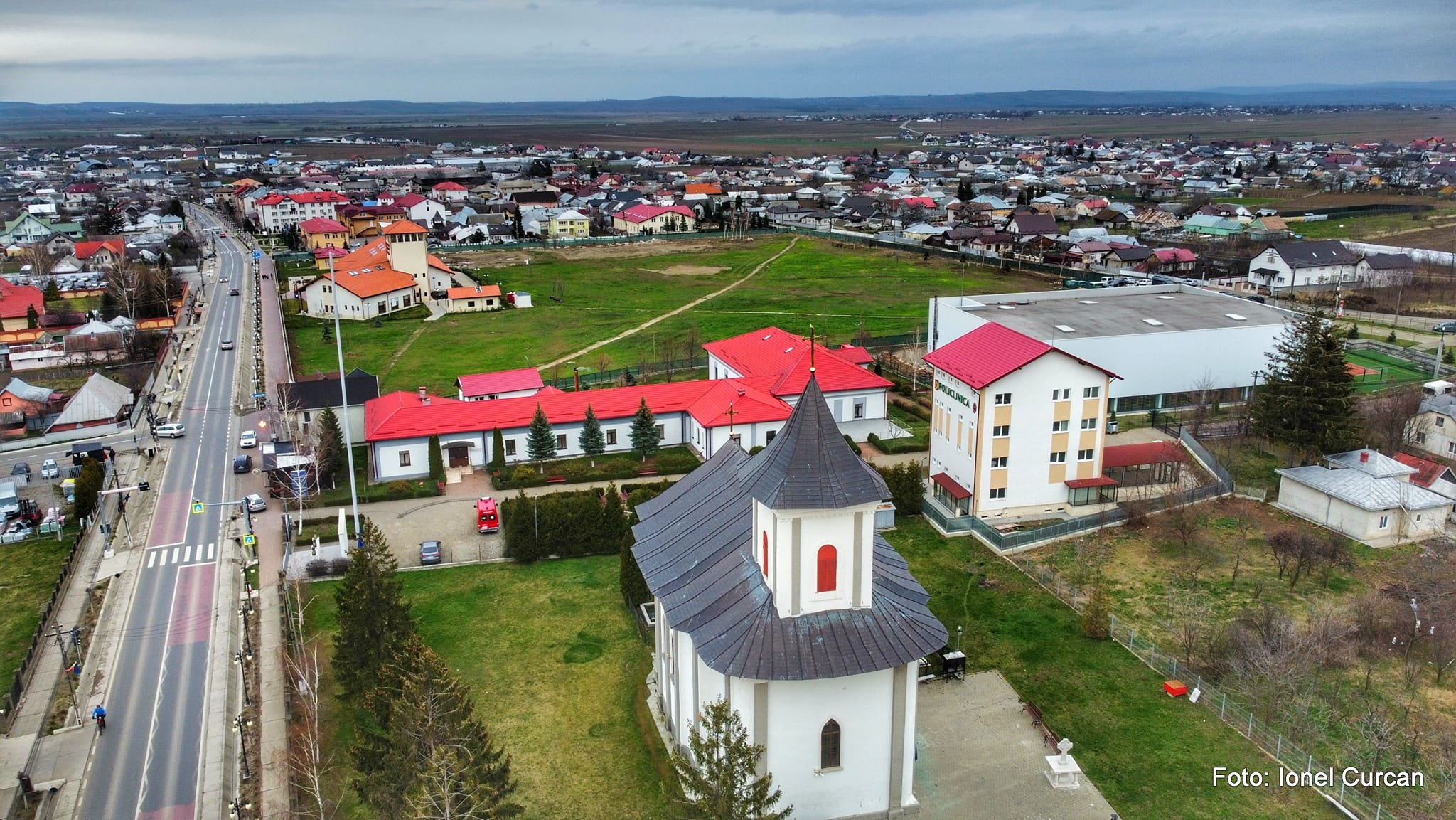
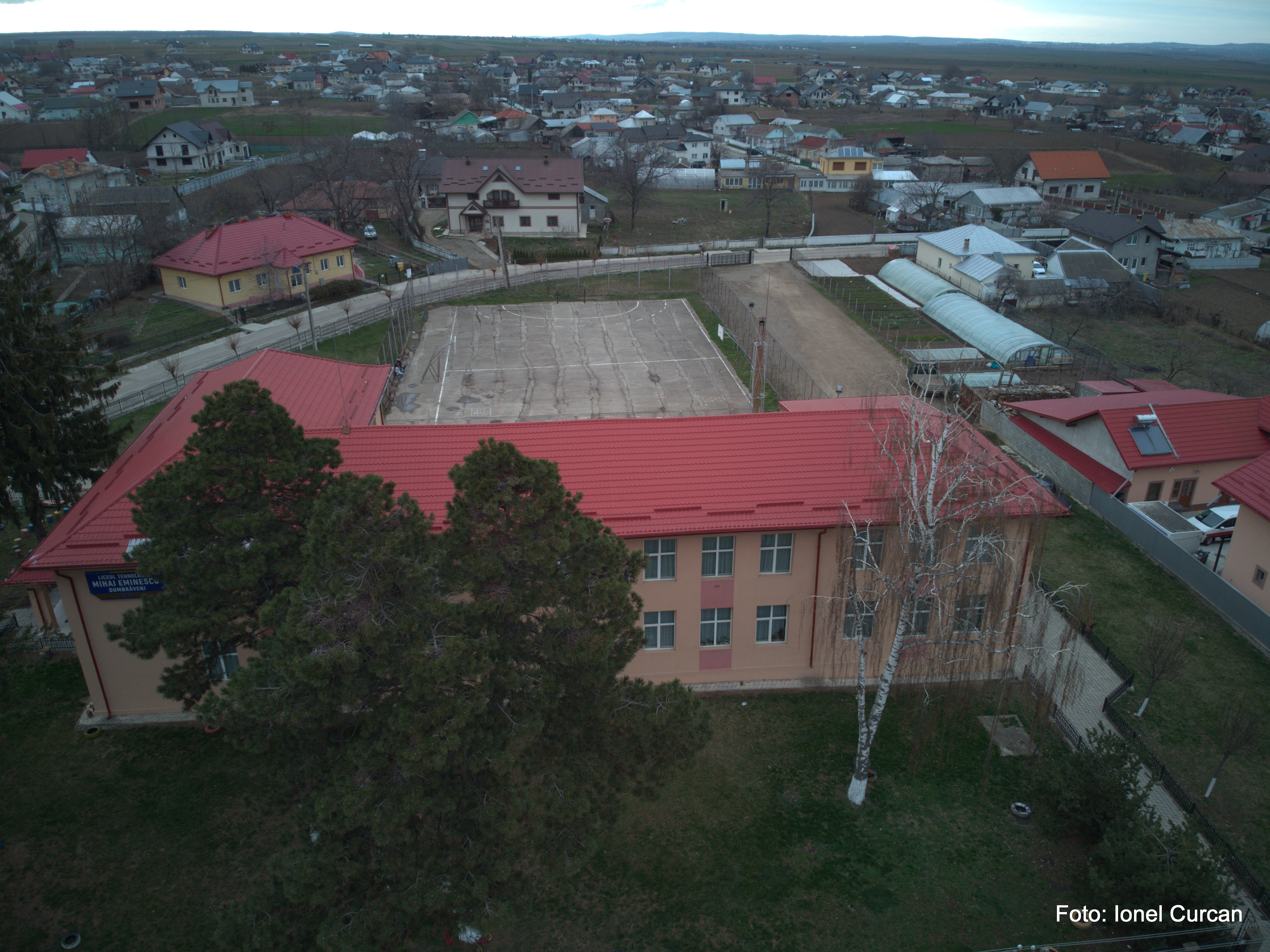
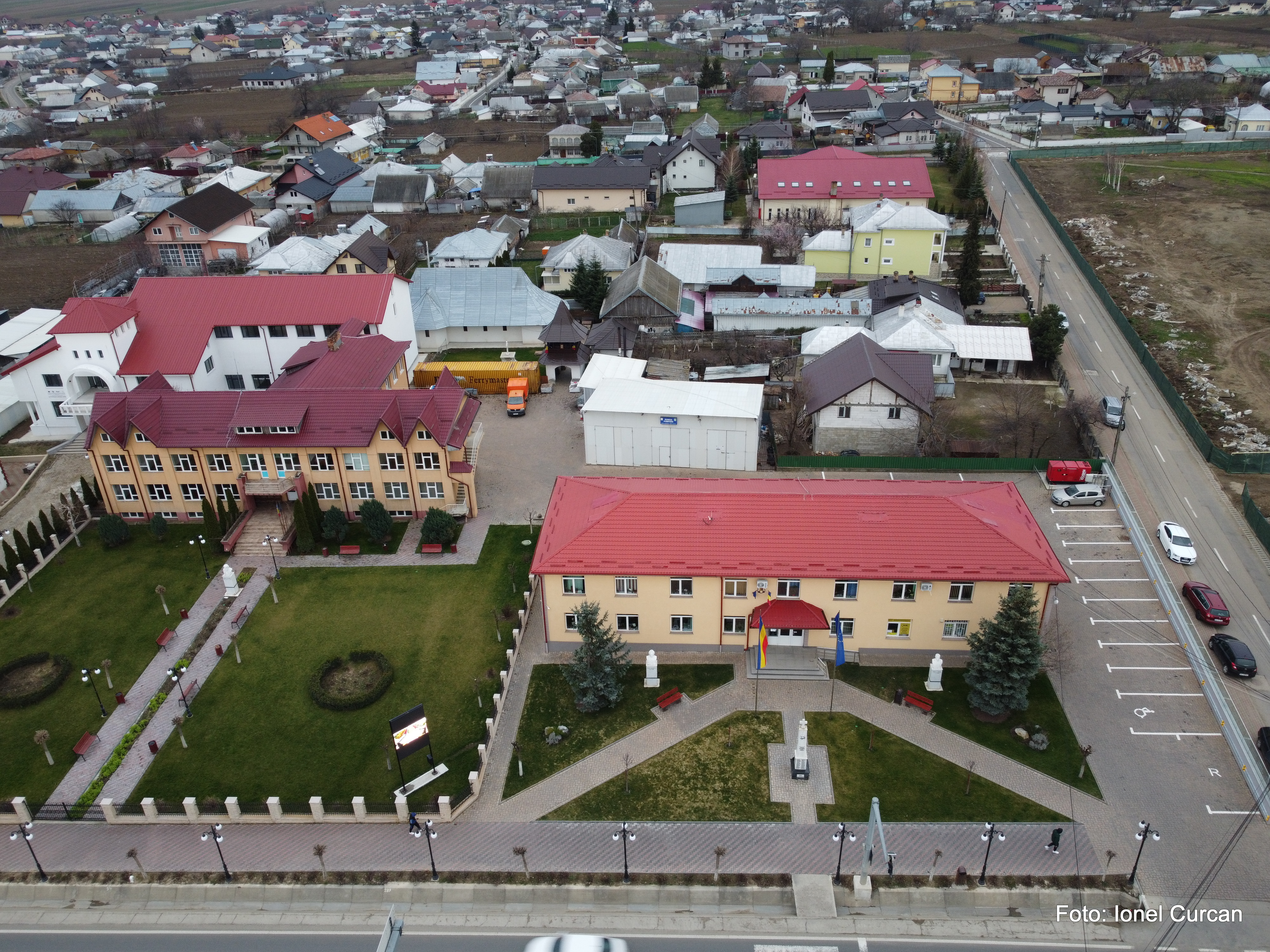
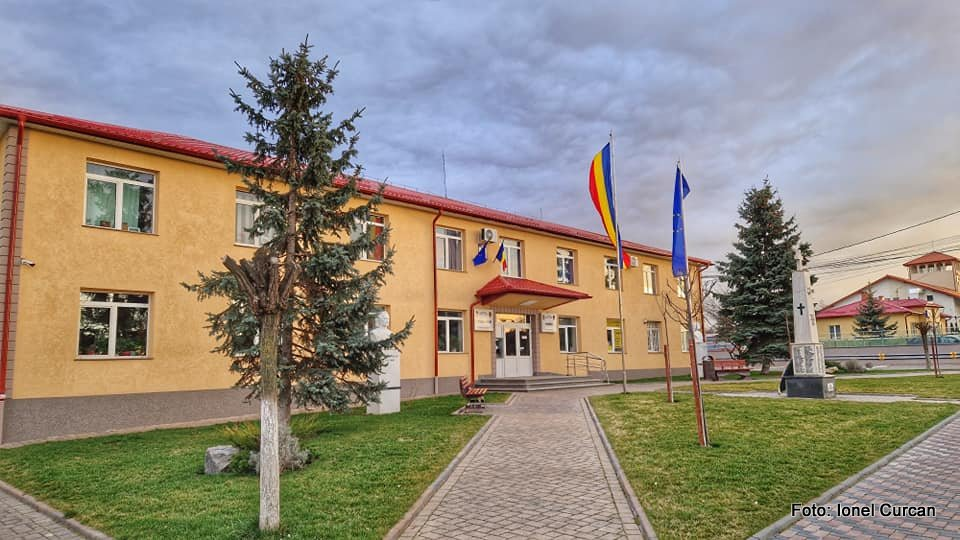
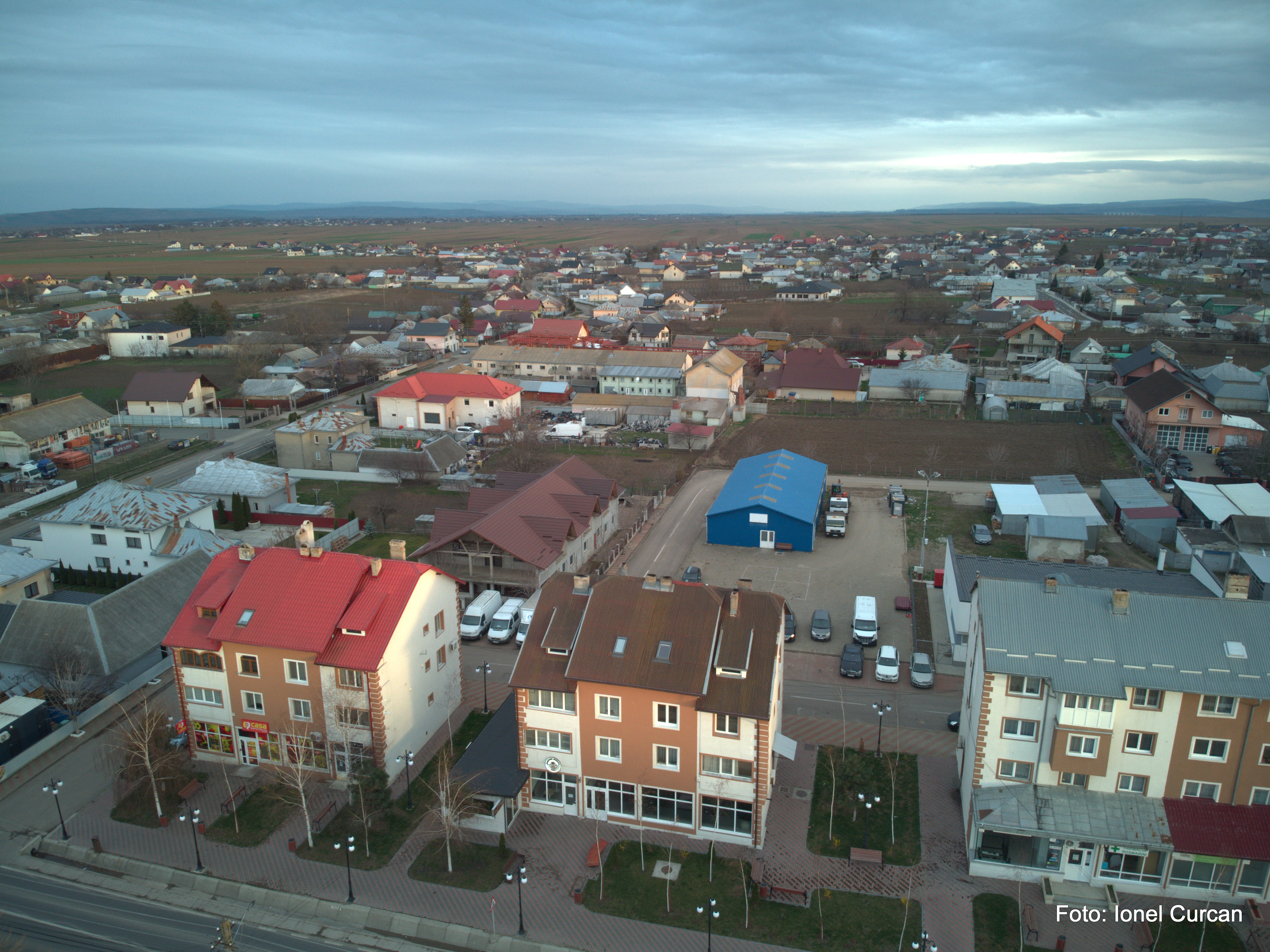
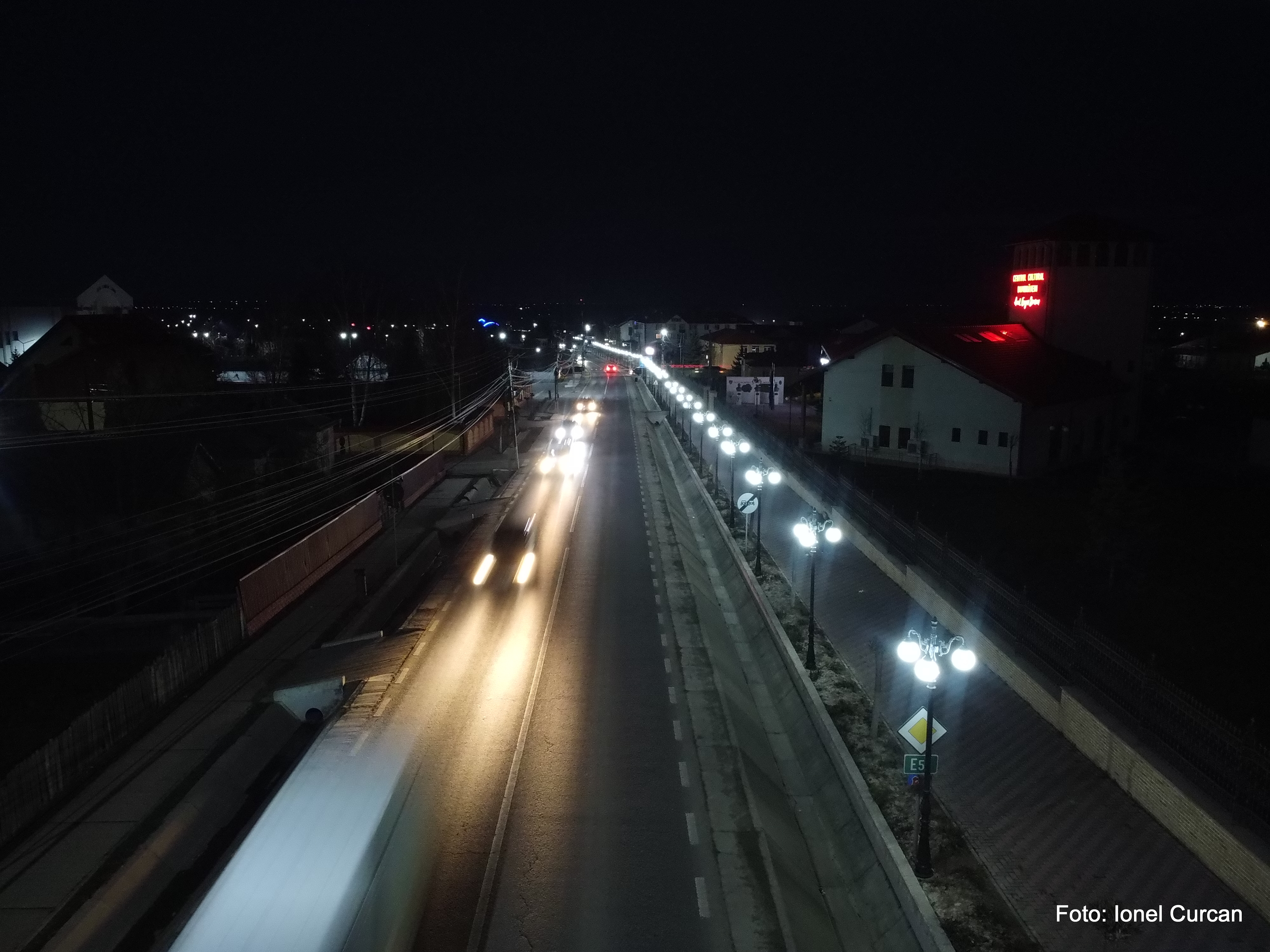
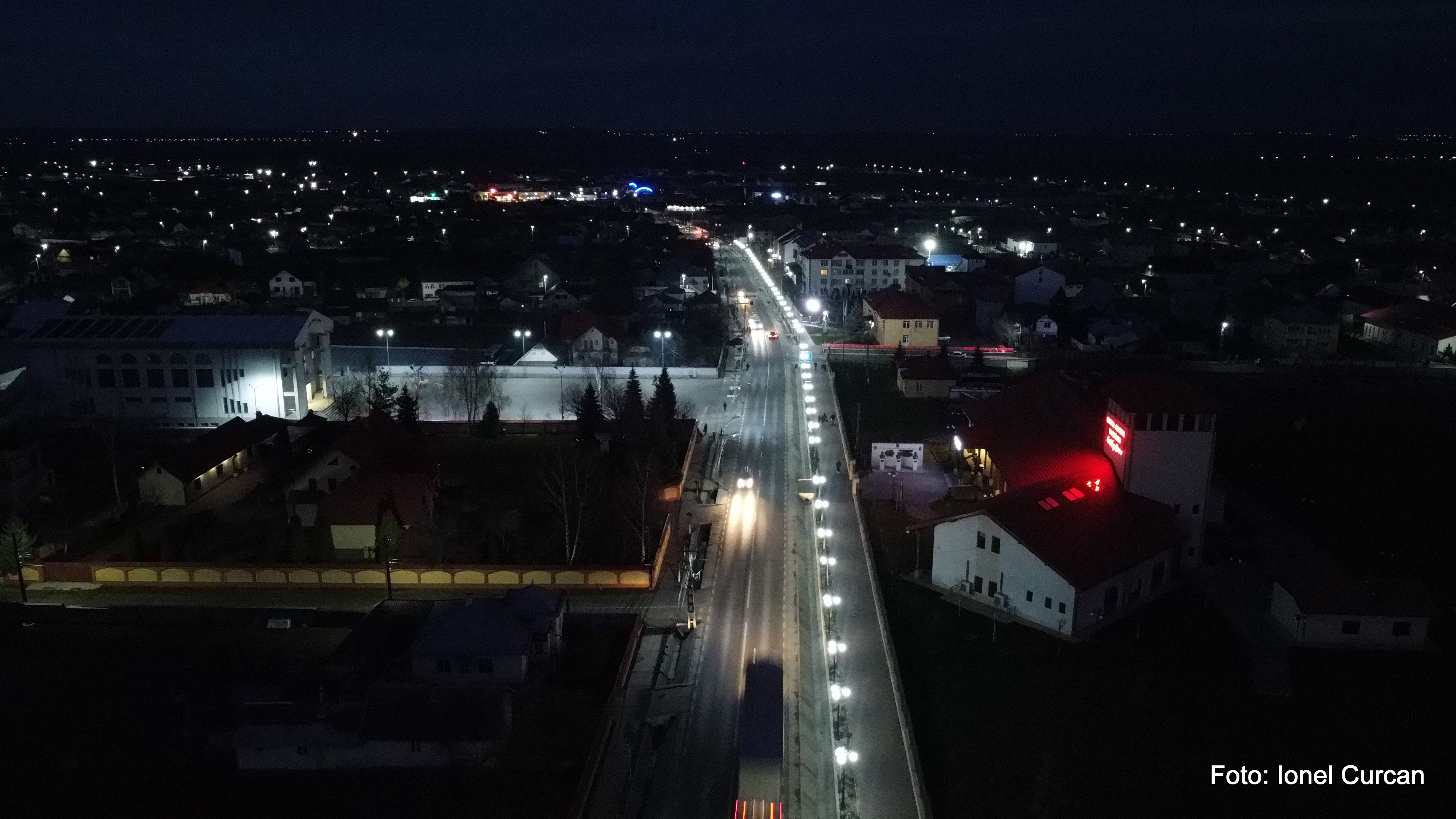
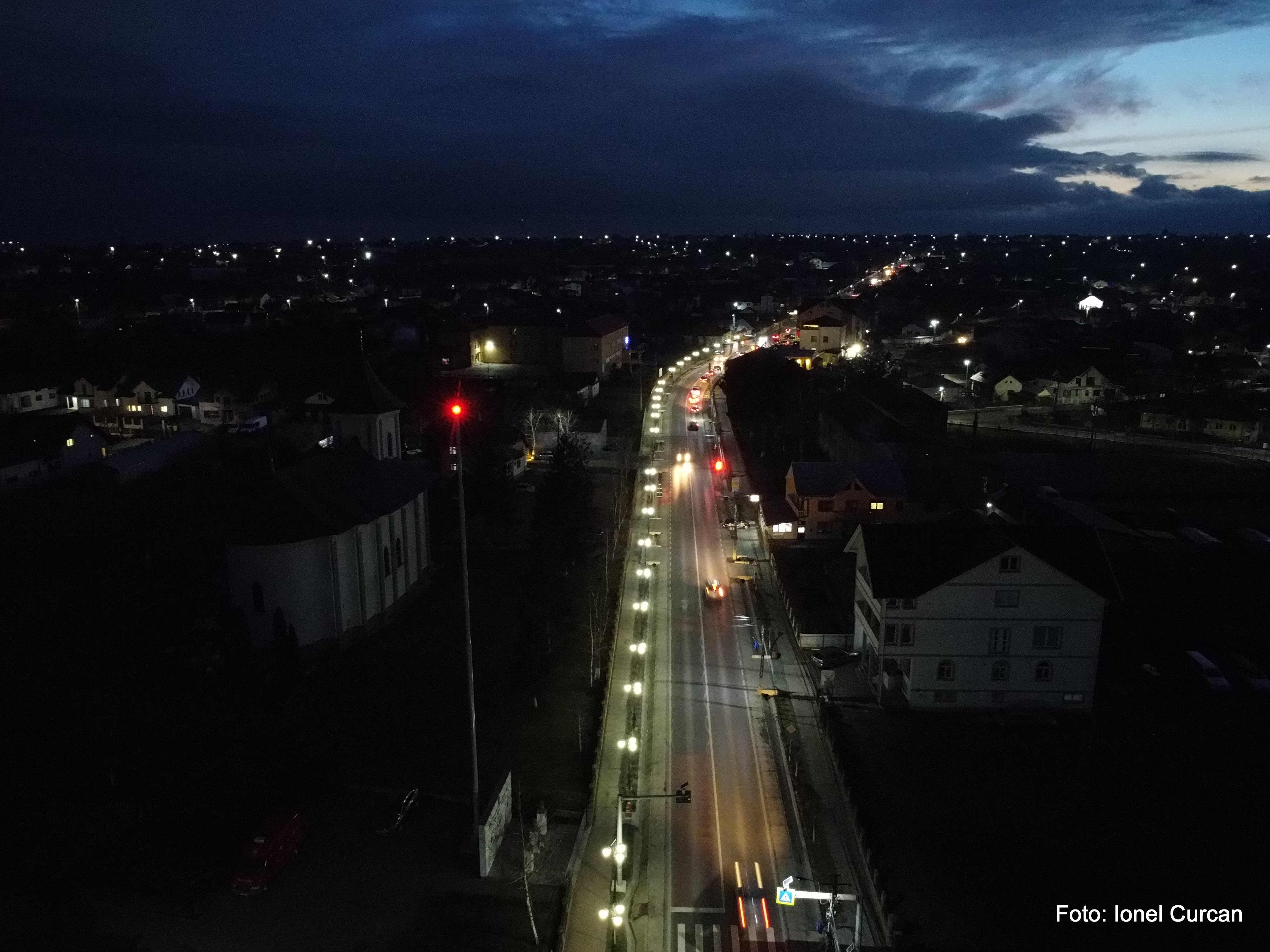

## Istoric

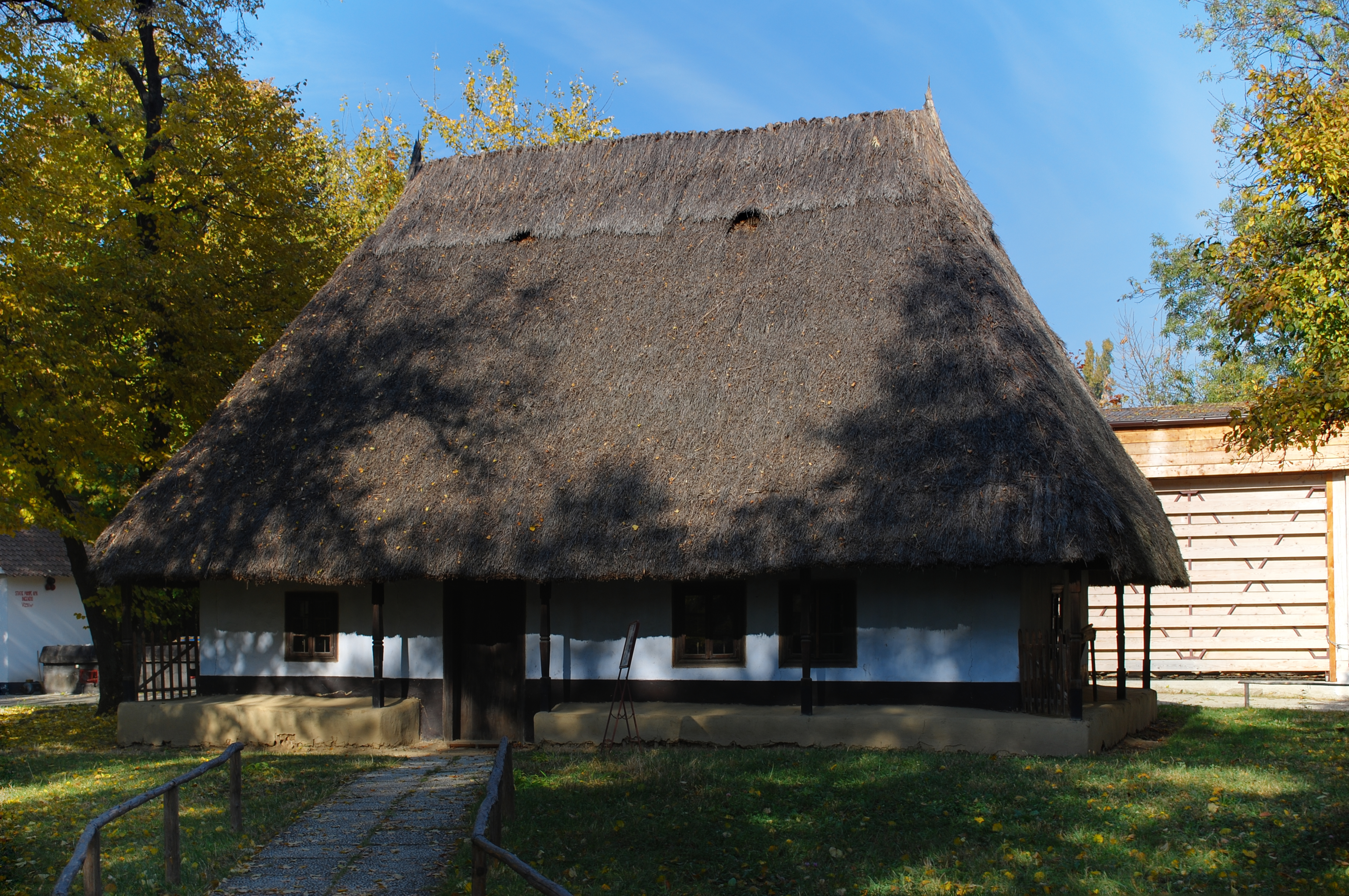
Casă din Dumbrăveni expusă la Muzeul Național al Satului „Dimitrie Gusti” din București

Prima atestare scrisă se află în cartea lui M. Costachescu ,,Documentele moldovenești înaintea lui Ștefan cel Mare’’, care spunea: "… identific satul din 1430 Dvoriștea, unde au fost curțile lui Dumbravă cu Dumbrăvenii din județul Botoșani.El este în fața Mândreștilor peste Sirete. Era și în veacul al XIV-lea. Își are numele de la un Dumbravă." Indiferent de poziția pe care am adoptat-o în această problemă, nu putem trece cu vederea existența unei legende despre geneza satului Dumbrăveni: "Legenda spune că în locul comunei Dumbrăveni era o pădure de stejari numită Dumbravă, în mijlocul căreia era un schit de călugari, numit Trestioare și mai în urmă Dumbrăvioara care era un pendinte de mănăstire Putna din Bucovina. Puținii locuitori ce s-au stabili în Dumbrăvioara pe lângă schit au fost numiți Dumbrăveni."
Anul 1865, este anul în care, ca urmare a aplicării noii Legi comunale, este înființată comuna Dumbrăveni, compusă din cătunele Dumbrăveni,Sălăgeni, Văratec și Verești, după cum ne prezintă Indicele comunelor din România, întocmit în 1865 de Ministerul de Interne, Agriculturii și Lucrărilor Publice, Serviciul Statistic.O comparație în timp, ne arată că în anul 1803, populația comunei Dumbrăveni număra 287 de loc.; în catagrafia anului 1820, comuna număra 732 de loc. În anul 1903 populația comunei număra 3390 de loc, dar comuna era compusă din satele Dumbrăveni,Văratec și Sălăgeni. În anul 1966, numai în Dumbrăveni erau 5698 de persoane, în timp ce în anul 1970 populația comunei număra 7050 de persoane. În anul 1990 populația număra 9134 locuitori, iar la ultimul recensământ, din 2002 populația număra 9684 de locuitori. În prezent (2009), se estimează că populația comunei ar depăși 10.000 de locuitori.

## Educație
În comuna Dumbrăveni se găsesc 5 unități școlare:
- 4 grădinițe
- 4 școli. În localitate funcționează și Liceul Tehnologic ,,Mihai Eminescu", cu trei profile: filologie, matematică-informatică și mecanica.
- 2 biblioteci
- 1 cămin cultural

## Sănătate
- 1 Unitate de Asistență Medico-Socială
- 6 cabinete medicină de familie
- 5 farmacii
- 4 cabinete stomatologice

## Căi de comunicație
Comuna Dumbrăveni este traversată de la vest la est de drumul național DN 29 Suceava-Botoșani, arteră de maximă importanță în structura rutieră a județului Suceava. Este una din șoselele dezvoltării comunei, motiv pentru care amplasarea dezvoltării trebuie să vizeze vecinătatea acestei artere.
Legătura cu comuna Siminicea, situată la 4 km nord, de Dumbrăveni, se realizează prin drumul județean DJ 208 B. Același drum realizează și legătura cu comuna Verești situată la 7 km sud.
Comuna Dumbrăveni beneficiază și de accesul la cale ferată prin halta Bursuceni, integrată într-un sistem de tranzit național și transfrontalier.

## Demografie
Componența etnică a comunei Dumbrăveni
     Români (86,43%)
     Alte etnii (0,36%)
     Necunoscută (13,21%)
Componența confesională a comunei Dumbrăveni
     Ortodocși (49,65%)
     Penticostali (32,36%)
     Adventiști (1,59%)
     Creștini după evanghelie (1,3%)
     Alte religii (1,43%)
     Necunoscută (13,67%)
Conform recensământului efectuat în 2021, populația comunei Dumbrăveni se ridică la 7.988 de locuitori, în creștere față de recensământul anterior din 2011, când fuseseră înregistrați 7.480 de locuitori. Majoritatea locuitorilor sunt români (86,43%), iar pentru 13,21% nu se cunoaște apartenența etnică. Din punct de vedere confesional, cei mai mulți locuitori sunt ortodocși (49,65%), cu minorități de penticostali (32,36%), adventiști (1,59%) și creștini după evanghelie (1,3%), iar pentru 13,67% nu se cunoaște apartenența confesională.
În anul 2007, din cei 8.000 de locuitori ai comunei Dumbrăveni, aproape 2.000 erau plecați prin Italia, Spania, Portugalia, Grecia și Marea Britanie.

## Politică și administrație
Comuna Dumbrăveni este administrată de un primar și un consiliu local compus din 17 consilieri. Primarul, Ioan Pavăl[*], de la Partidul Social Democrat, este în funcție din 2008. Începând cu alegerile locale din 2024, consiliul local are următoarea componență pe partide politice:
|  | Partid                          | Consilieri | Componența Consiliului | Componența Consiliului | Componența Consiliului | Componența Consiliului | Componența Consiliului | Componența Consiliului | Componența Consiliului | Componența Consiliului | Componența Consiliului | Componența Consiliului | Componența Consiliului | Componența Consiliului |
|  | ------------------------------- | ---------- | ---------------------- | ---------------------- | ---------------------- | ---------------------- | ---------------------- | ---------------------- | ---------------------- | ---------------------- | ---------------------- | ---------------------- | ---------------------- | ---------------------- |
|  | Partidul Social Democrat        | 12         |                        |                        |                        |                        |                        |                        |                        |                        |                        |                        |                        |                        |
|  | Partidul Național Liberal       | 3          |                        |                        |                        |                        |                        |                        |                        |                        |                        |                        |                        |                        |
|  | Alianța pentru Unirea Românilor | 2          |                        |                        |                        |                        |                        |                        |                        |                        |                        |                        |                        |                        |

## Personalități născute aici
- Alexandru Țupa (1886 - 1956), medic, profesor universitar la Facultatea de Medicină din Iași, decan al Facultății de Medicină, creatorul școlii ieșene de histologie.
- Constantin Neculcea (n. 1873 - d.?), general al Armatei Române
- Cristofor Simionescu (1920 - 2007), chimist român
- Mihai Guriță (n. 1973), fotbalist român
- Ștefan Constantin Berariu (n. 1999), canotor român
- Ștefania Rareș (n. 1943), interpretă de muzică populară din Bucovina